# Österreichischer Fußball-Cup 2015/16

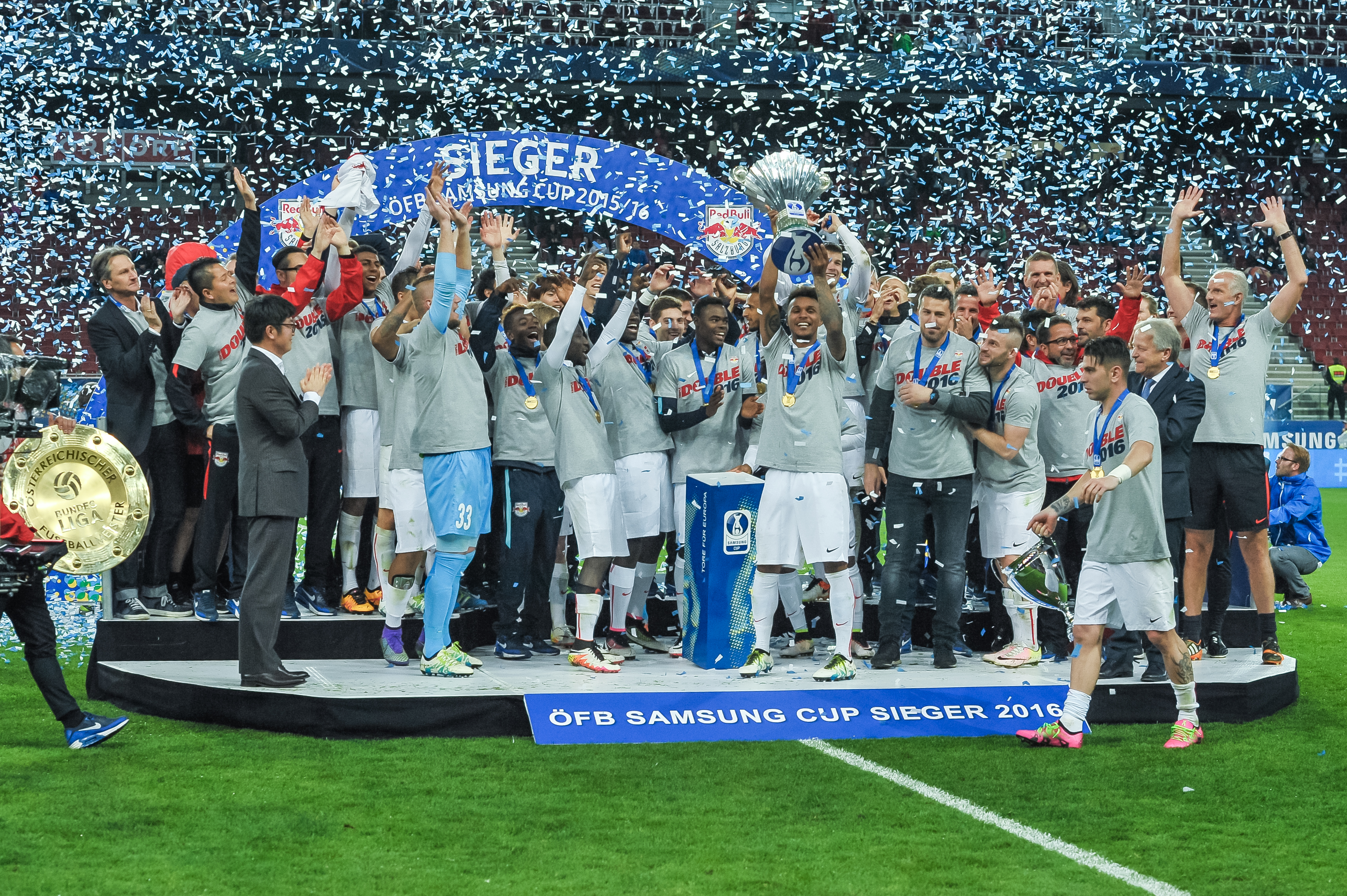
Sieger im ÖFB-Cup 2015/16: FC Red Bull Salzburg

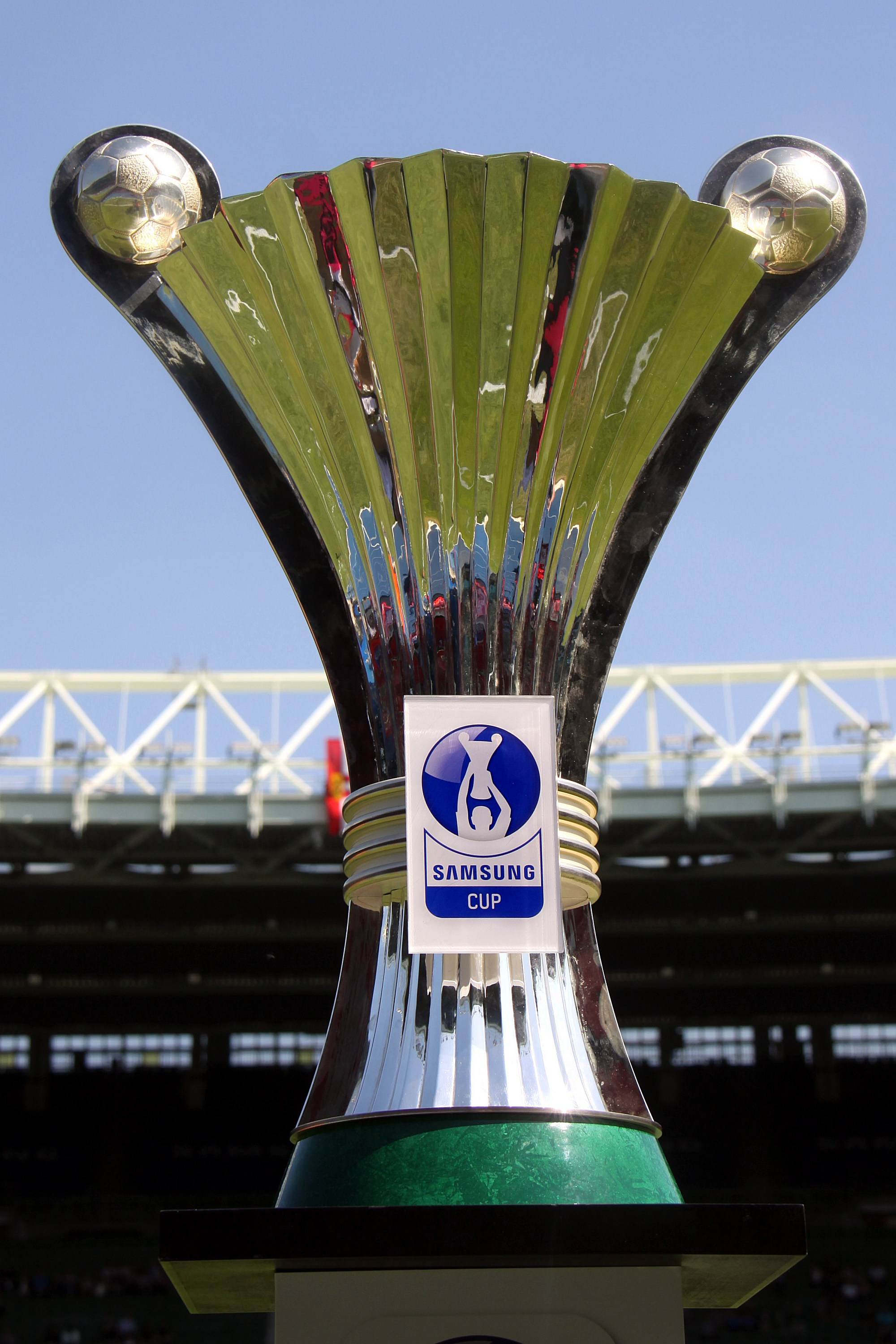
Siegestrophäe für Vereine: ÖFB-Pokal

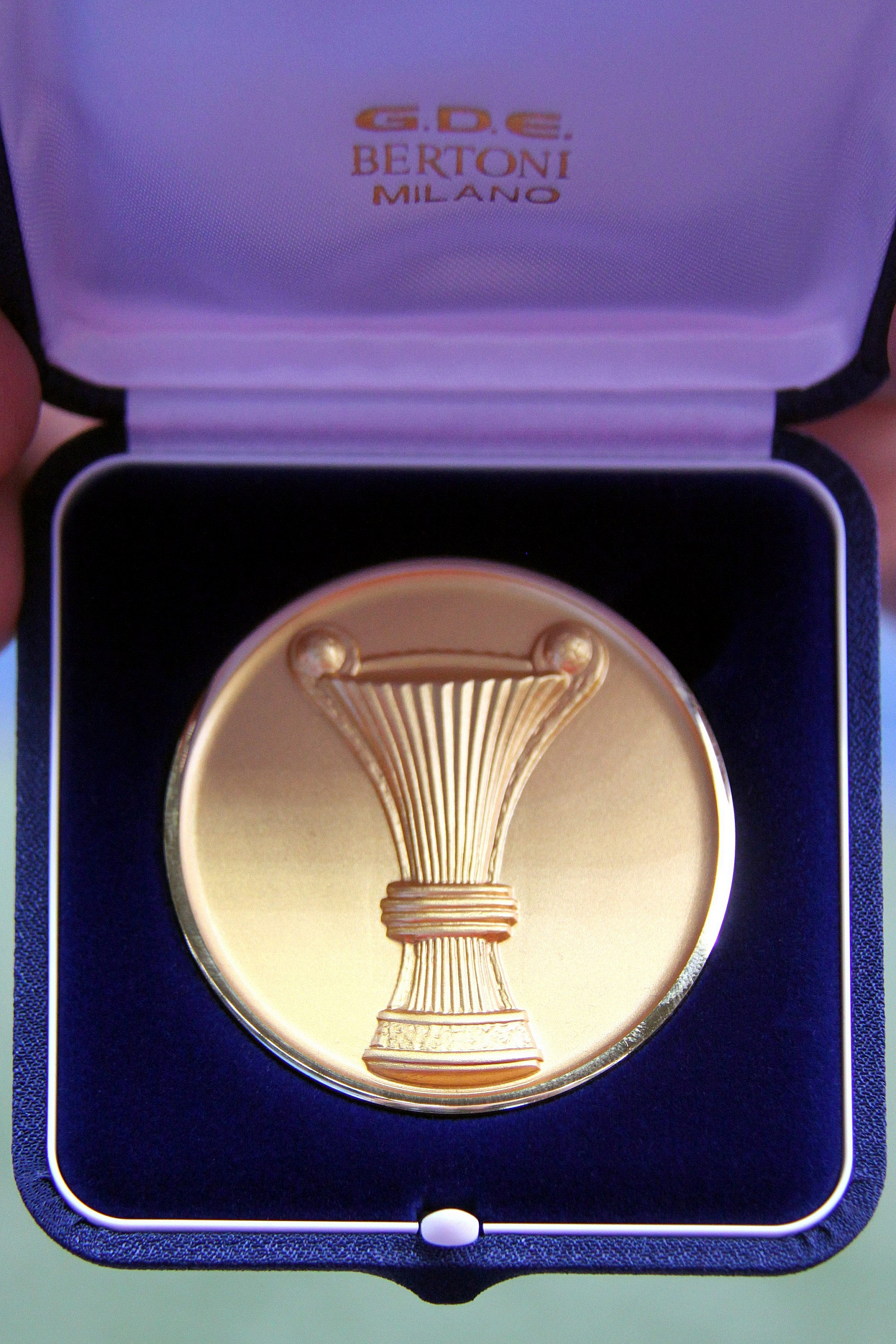
Siegermedaille für Spieler

Der Cup des Österreichischen Fußball-Bundes wurde in der Saison 2015/16 zum 81. Mal ausgespielt. Die offizielle Bezeichnung des Wettbewerbs lautete zum fünften Mal in Folge „ÖFB Samsung-Cup“. Der Sieger ist berechtigt, an der Playoff-Runde zur UEFA Europa League 2016/17 teilzunehmen. Sollte der Pokalsieger schon für die UEFA Europa League oder die UEFA Champions League qualifiziert sein, so nimmt der Tabellenvierte der Meisterschaft an der Qualifikation für die UEFA Europa League teil.
Pokalsieger wurde vor 10.300 Zuschauern im Klagenfurter Wörthersee Stadion der FC Red Bull Salzburg, der ebenso die Meisterschaft gewonnen hatte, durch einen 5:0-Sieg über den FC Admira Wacker Mödling. Die Salzburger gewannen als erster Verein in der Geschichte des ÖFB-Cups seit 1919 dreimal in Serie das Double aus Meisterschaft und Cupsieg.
Darüber hinaus stellten die Salzburger mit Jonatan Soriano, der allein im Endspiel dreimal erfolgreich war, mit überlegenen zehn Treffen den Torschützenkönig. Im vorangegangenen Bewerb hatte sich Soriano den Titel noch mit seinen Mannschaftskameraden Alan und Marcel Sabitzer geteilt. Drei Tore in einem Endspiel hatte zuletzt Hans Krankl 1983 beim 5:0-Auswärtssieg des SK Rapid Wien beim FC Wacker Innsbruck erzielt.

## Teilnehmer
An der ersten Runde nehmen 64 Mannschaften teil. Die Mannschaften der Bundesliga und die Mannschaften der Ersten Liga sind fix qualifiziert. Dabei durfte pro Bundesliga/Erste-Liga-Verein nur eine Mannschaft antreten. Dies bedeutet, dass ihre zweiten Mannschaften nicht spielberechtigt sind. Dies gilt ebenso für den FC Liefering, der unter der Kontrolle des FC Red Bull Salzburg steht. Die restlichen Plätze wurden nach einem festgelegten Schlüssel auf Amateurvereine in den Landesverbänden aufgeteilt:
- 7 Mannschaften: Niederösterreichischer Fußballverband
- 6 Mannschaften: Oberösterreichischer Fußballverband, Steirischer Fußballverband
- 5 Mannschaften: Wiener Fußball-Verband
- 4 Mannschaften: Burgenländischer Fußballverband, Kärntner Fußballverband, Salzburger Fußballverband, Tiroler Fußballverband und Vorarlberger Fußballverband

Zum Teilnehmerkontingent jedes Landesverbands zählten zwingend die Sieger der jeweiligen Landes-Cups 2014/15 sowie gegebenenfalls der Verlierer der Relegation zwischen 2. und 3. Leistungsstufe (Erste Liga/Regionalliga).
| Bundesliga | Erste Liga | Landes-Cup-Sieger |
| --- | --- | --- |
| - FC Red Bull Salzburg - SK Rapid Wien - SV Grödig - FK Austria Wien - SK Sturm Graz - SV Ried - Wolfsberger AC - FC Admira Wacker Mödling - SCR Altach - SV Mattersburg                                                                                | - SC Wiener Neustadt - SC Austria Lustenau - SKN St. Pölten - Kapfenberger SV - Floridsdorfer AC - FC Liefering A1 - LASK Linz - SV Austria Salzburg - FC Wacker Innsbruck - SK Austria Klagenfurt                                                            | - SC Red Star Penzing (W) - Kremser SC (NÖ) - SC Trausdorf (B) - FC Wels (OÖ) - FC Lankowitz (ST) - FC Lendorf (K) - USC Eugendorf (S) - SVG Reichenau (T) - FC Dornbirn 1913 (V) |
| Regionalliga | Regionalliga | Landesliga |
| - First Vienna FC 1894 - Wiener Sportklub - FC Stadlau - SV Schwechat - SKU Amstetten - SV Horn - ASK Kottingbrunn - ASK Ebreichsdorf - 1. SC Sollenau - SC-ESV Parndorf 1919 - SV Oberwart - SC Ritzing - SC Weiz - SV Lafnitz - Deutschlandsberger SC | - USV Allerheiligen - TSV Hartberg - Annabichler SV - FC Blau-Weiß Linz - SK Vorwärts Steyr - ATSV Stadl-Paura - Union Gurten - SV Wallern - SV Seekirchen 1945 - TSV Neumarkt - TSV St. Johann - WSG Wattens - FC Kitzbühel - FC Hard - Schwarz-Weiß Bregenz | - SV Leobendorf - ASKÖ Köttmannsdorf - VST Völkermarkt - SC Golling - SV Innsbruck - FC Höchst                                                                                    |

## Prämien
Seit der Saison 2013/14 verbleiben die Zuschauereinnahmen bis zum Halbfinale zur Gänze beim Heimteam.
Zusätzlich wurden ab der zweiten Runde bis zum Halbfinale Bewerbsprämien ausgeschüttet, die im Verhältnis 35 % (Heimverein) zu 65 % (Gast) geteilt wurden. Im Bedarfsfall wurden für weite Anreisen zusätzlich Fahrtkostenzuschüsse bezahlt. Darüber hinaus trug der ÖFB sämtliche Organisations- und Schiedsrichterkosten.
| Stufe         | Teilnehmer | Prämie      | Prämie      |
| Stufe         | Teilnehmer | Heimverein  | Gastverein  |
| ------------- | ---------- | ----------- | ----------- |
| 2. Runde      | 32 Teams   | € 3.500,--  | € 6.500,--  |
| 3. Runde      | 16 Teams   | € 10.000,-- | € 15.000,-- |
| Viertelfinale | 08 Teams   | € 21.000,-- | € 39.000,-- |
| Halbfinale    | 04 Teams   | € 35.000,-- | € 65.000,-- |

Für das Erreichen des Finales erhielten beide Finalisten eine Prämie in Höhe von 150.000 Euro. Somit konnten aus dem Cup-Bewerb Prämien bis zu 275.500 Euro erzielt werden.
Darüber hinaus wurde für den Torschützenkönig 10.000 Euro ausgeschüttet. Der Fair-Play-Sieger wurde ebenso 10.000 Euro mit belohnt.

## Terminkalender
- 1. Runde: 17./18./19. Juli 2015 (Auslosung am 24. Juni 2015)
- 2. Runde: 22./23. September 2015 (Auslosung am 2. August 2015)
- Achtelfinale: 27./28. Oktober 2015 (Auslosung am 27. September 2015)
- Viertelfinale: 9./10. Februar 2016 (Auslosung am 8. November 2015)
- Halbfinale: 19./20. April 2016 (Auslosung am 14. Februar 2016)
- Finale: 19. Mai 2016 in Klagenfurt am Wörthersee (abhängig von der Vorbereitung des Nationalteams im Falle der Qualifikation für die Fußball-Europameisterschaft 2016)

## 1. Runde
| Datum      | Liga | Liga | Liga | Heimmannschaft | | Gastmannschaft | Ergebnis |
| ---------- | --- | --- | --- | --- | --- | --- | --- |
| 17.07.2015 | RL | – | RL | SV Wallern | – | SK Vorwärts Steyr | 2:1 (0:1) |
|            | Torschützen: | Torschützen: | Torschützen: | 0:1 (15.) Safak Ileli, 1:1 (60.) Okan Elgit, 2:1 (65.) Christian Reinhart | 0:1 (15.) Safak Ileli, 1:1 (60.) Okan Elgit, 2:1 (65.) Christian Reinhart | 0:1 (15.) Safak Ileli, 1:1 (60.) Okan Elgit, 2:1 (65.) Christian Reinhart | 0:1 (15.) Safak Ileli, 1:1 (60.) Okan Elgit, 2:1 (65.) Christian Reinhart |
| 17.07.2015 | LL | – | BL | SV Innsbruck | – | SV Ried | 0:15 (0:7) |
|            | Torschützen: | Torschützen: | Torschützen: | 0:1 (4.) Thomas Murg, 0:2 (16., Eigentor) Mario Fettner, 0:3 (17.) Clemens Walch, 0:4 (28.) Thomas Murg, 0:5 (30.) Daniel Sikorski, 0:6 (31.) Daniel Sikorski, 0:7 (34.) Daniel Sikorski, 0:8 (54., Eigentor) Manuel Niederkircher, 0:9 (59.) Daniel Sikorski, 0:10 (72.) Manuel Gavilán, 0:11 (80.) Manuel Gavilán, 0:12 (81.) Manuel Gavilán, 0:13 (83.) Manuel Gavilán, 0:14 (84.) Fabian Schubert, 0:15 (88.) Clemens Walch | 0:1 (4.) Thomas Murg, 0:2 (16., Eigentor) Mario Fettner, 0:3 (17.) Clemens Walch, 0:4 (28.) Thomas Murg, 0:5 (30.) Daniel Sikorski, 0:6 (31.) Daniel Sikorski, 0:7 (34.) Daniel Sikorski, 0:8 (54., Eigentor) Manuel Niederkircher, 0:9 (59.) Daniel Sikorski, 0:10 (72.) Manuel Gavilán, 0:11 (80.) Manuel Gavilán, 0:12 (81.) Manuel Gavilán, 0:13 (83.) Manuel Gavilán, 0:14 (84.) Fabian Schubert, 0:15 (88.) Clemens Walch | 0:1 (4.) Thomas Murg, 0:2 (16., Eigentor) Mario Fettner, 0:3 (17.) Clemens Walch, 0:4 (28.) Thomas Murg, 0:5 (30.) Daniel Sikorski, 0:6 (31.) Daniel Sikorski, 0:7 (34.) Daniel Sikorski, 0:8 (54., Eigentor) Manuel Niederkircher, 0:9 (59.) Daniel Sikorski, 0:10 (72.) Manuel Gavilán, 0:11 (80.) Manuel Gavilán, 0:12 (81.) Manuel Gavilán, 0:13 (83.) Manuel Gavilán, 0:14 (84.) Fabian Schubert, 0:15 (88.) Clemens Walch | 0:1 (4.) Thomas Murg, 0:2 (16., Eigentor) Mario Fettner, 0:3 (17.) Clemens Walch, 0:4 (28.) Thomas Murg, 0:5 (30.) Daniel Sikorski, 0:6 (31.) Daniel Sikorski, 0:7 (34.) Daniel Sikorski, 0:8 (54., Eigentor) Manuel Niederkircher, 0:9 (59.) Daniel Sikorski, 0:10 (72.) Manuel Gavilán, 0:11 (80.) Manuel Gavilán, 0:12 (81.) Manuel Gavilán, 0:13 (83.) Manuel Gavilán, 0:14 (84.) Fabian Schubert, 0:15 (88.) Clemens Walch |
| 17.07.2015 | RL | – | EL | First Vienna FC 1894 | – | SC Wiener Neustadt | 0:1 (0:0) |
|            | Torschütze: | Torschütze: | Torschütze: | 0:1 (84.) David Harrer | 0:1 (84.) David Harrer | 0:1 (84.) David Harrer | 0:1 (84.) David Harrer |
| 17.07.2015 | RL | – | BL | SC Weiz | – | SK Rapid Wien | 1:5 (1:3) |
|            | Torschützen: | Torschützen: | Torschützen: | 0:1 (2.) Florian Kainz, 0:2 (6.) Florian Kainz, 0:3 (7.) Philipp Schobesberger, 1:3 (10.) Kevin Steiner, 1:4 (68.) Robert Berić, 1:5 (87., Eigentor) Christian Friedl | 0:1 (2.) Florian Kainz, 0:2 (6.) Florian Kainz, 0:3 (7.) Philipp Schobesberger, 1:3 (10.) Kevin Steiner, 1:4 (68.) Robert Berić, 1:5 (87., Eigentor) Christian Friedl | 0:1 (2.) Florian Kainz, 0:2 (6.) Florian Kainz, 0:3 (7.) Philipp Schobesberger, 1:3 (10.) Kevin Steiner, 1:4 (68.) Robert Berić, 1:5 (87., Eigentor) Christian Friedl | 0:1 (2.) Florian Kainz, 0:2 (6.) Florian Kainz, 0:3 (7.) Philipp Schobesberger, 1:3 (10.) Kevin Steiner, 1:4 (68.) Robert Berić, 1:5 (87., Eigentor) Christian Friedl |
| 17.07.2015 | LL | – | LL | VST Völkermarkt | – | FC Lendorf (LC) | 2:2 (0:0) / 2:2 n. V. / 3:4 i. E. |
|            | Torschützen: | Torschützen: | Torschützen: | 1:0 (58.) Christopher Sauerschnig, 1:1 (76., Elfmeter) Christian Kautz, 1:2 (84.) Roman Scheiflinger, 2:2 (90.) Ingo Mailänder | 1:0 (58.) Christopher Sauerschnig, 1:1 (76., Elfmeter) Christian Kautz, 1:2 (84.) Roman Scheiflinger, 2:2 (90.) Ingo Mailänder | 1:0 (58.) Christopher Sauerschnig, 1:1 (76., Elfmeter) Christian Kautz, 1:2 (84.) Roman Scheiflinger, 2:2 (90.) Ingo Mailänder | 1:0 (58.) Christopher Sauerschnig, 1:1 (76., Elfmeter) Christian Kautz, 1:2 (84.) Roman Scheiflinger, 2:2 (90.) Ingo Mailänder |
| 17.07.2015 | RL | – | EL | USV Allerheiligen | – | Kapfenberger SV | 0:3 (0:1) |
|            | Torschützen: | Torschützen: | Torschützen: | 0:1 (45.) Andreas Lasnik, 0:2 (59.) Sergi Arimany, 0:3 (75.) Dimitry Imbongo | 0:1 (45.) Andreas Lasnik, 0:2 (59.) Sergi Arimany, 0:3 (75.) Dimitry Imbongo | 0:1 (45.) Andreas Lasnik, 0:2 (59.) Sergi Arimany, 0:3 (75.) Dimitry Imbongo | 0:1 (45.) Andreas Lasnik, 0:2 (59.) Sergi Arimany, 0:3 (75.) Dimitry Imbongo |
| 17.07.2015 | RL | – | BL | SV Lafnitz | – | SCR Altach | 1:2 (0:2) |
|            | Torschützen: | Torschützen: | Torschützen: | 0:1 (32., Elfmeter) Hannes Aigner, 0:2 (35.) Benedikt Zech, 1:2 (63.) Wolfgang Waldl | 0:1 (32., Elfmeter) Hannes Aigner, 0:2 (35.) Benedikt Zech, 1:2 (63.) Wolfgang Waldl | 0:1 (32., Elfmeter) Hannes Aigner, 0:2 (35.) Benedikt Zech, 1:2 (63.) Wolfgang Waldl | 0:1 (32., Elfmeter) Hannes Aigner, 0:2 (35.) Benedikt Zech, 1:2 (63.) Wolfgang Waldl |
| 17.07.2015 | RL | – | EL | FC Blau-Weiß Linz | – | FC Wacker Innsbruck | 1:1 (1:1) / 1:1 n. V. / 5:6 i. E. |
|            | Torschützen: | Torschützen: | Torschützen: | 1:0 (23.) Siniša Marković, 1:1 (44.) Christian Deutschmann | 1:0 (23.) Siniša Marković, 1:1 (44.) Christian Deutschmann | 1:0 (23.) Siniša Marković, 1:1 (44.) Christian Deutschmann | 1:0 (23.) Siniša Marković, 1:1 (44.) Christian Deutschmann |
| 17.07.2015 | RL | – | BL | SV Oberwart | – | FK Austria Wien | 0:3 (0:1) |
|            | Torschützen: | Torschützen: | Torschützen: | 0:1 (32.) Alexander Grünwald, 0:2 (67.) Alexander Gorgon, 0:3 (85.) Philipp Zulechner | 0:1 (32.) Alexander Grünwald, 0:2 (67.) Alexander Gorgon, 0:3 (85.) Philipp Zulechner | 0:1 (32.) Alexander Grünwald, 0:2 (67.) Alexander Gorgon, 0:3 (85.) Philipp Zulechner | 0:1 (32.) Alexander Grünwald, 0:2 (67.) Alexander Gorgon, 0:3 (85.) Philipp Zulechner |
| 17.07.2015 | RL | – | RL | SV Horn | – | SC Ritzing | 2:0 (1:0) |
|            | Torschützen: | Torschützen: | Torschützen: | 1:0 (30., Elfmeter) Aleksandar Djordjevic, 2:0 (51.) Radovan Vujanović | 1:0 (30., Elfmeter) Aleksandar Djordjevic, 2:0 (51.) Radovan Vujanović | 1:0 (30., Elfmeter) Aleksandar Djordjevic, 2:0 (51.) Radovan Vujanović | 1:0 (30., Elfmeter) Aleksandar Djordjevic, 2:0 (51.) Radovan Vujanović |
| 17.07.2015 | RL | – | BL | 1. SC Sollenau | – | SV Mattersburg | 0:3 (0:1) |
|            | Torschützen: | Torschützen: | Torschützen: | 0:1 (38.) Jano, 0:2 (51.) Sven Sprangler, 0:3 (75.) Dominik Doleschal | 0:1 (38.) Jano, 0:2 (51.) Sven Sprangler, 0:3 (75.) Dominik Doleschal | 0:1 (38.) Jano, 0:2 (51.) Sven Sprangler, 0:3 (75.) Dominik Doleschal | 0:1 (38.) Jano, 0:2 (51.) Sven Sprangler, 0:3 (75.) Dominik Doleschal |
| 17.07.2015 | RL | – | LL | SKU Amstetten | – | ASK Kottingbrunn | 2:2 (0:1) / 3:2 n. V. |
|            | Torschützen: | Torschützen: | Torschützen: | 0:1 (40.) Dominik Bichler, 1:1 (63.) Matthias Wurm, 1:2 (74.) Matthias Nemetz, 2:2 (85.) Milan Vuković, 3:2 (94.) Patrick Lachmayr | 0:1 (40.) Dominik Bichler, 1:1 (63.) Matthias Wurm, 1:2 (74.) Matthias Nemetz, 2:2 (85.) Milan Vuković, 3:2 (94.) Patrick Lachmayr | 0:1 (40.) Dominik Bichler, 1:1 (63.) Matthias Wurm, 1:2 (74.) Matthias Nemetz, 2:2 (85.) Milan Vuković, 3:2 (94.) Patrick Lachmayr | 0:1 (40.) Dominik Bichler, 1:1 (63.) Matthias Wurm, 1:2 (74.) Matthias Nemetz, 2:2 (85.) Milan Vuković, 3:2 (94.) Patrick Lachmayr |
| 17.07.2015 | LL | – | L5 | Kremser SC (LC) | – | SC Trausdorf (LC) | 8:1 (3:1) |
|            | Torschützen: | Torschützen: | Torschützen: | 1:0 (15.) Robert Fekete, 1:1 (22.) Viktor Hanák, 2:1 (29.) Myroslaw Slawow, 3:1 (34.) Myroslaw Slawow, 4:1 (51.) Christian Schragner, 5:1 (55.) Robert Fekete, 6:1 (62.) Myroslaw Slawow, 7:1 (80.) Myroslaw Slawow, 8:1 (85.) Christoph Weber | 1:0 (15.) Robert Fekete, 1:1 (22.) Viktor Hanák, 2:1 (29.) Myroslaw Slawow, 3:1 (34.) Myroslaw Slawow, 4:1 (51.) Christian Schragner, 5:1 (55.) Robert Fekete, 6:1 (62.) Myroslaw Slawow, 7:1 (80.) Myroslaw Slawow, 8:1 (85.) Christoph Weber | 1:0 (15.) Robert Fekete, 1:1 (22.) Viktor Hanák, 2:1 (29.) Myroslaw Slawow, 3:1 (34.) Myroslaw Slawow, 4:1 (51.) Christian Schragner, 5:1 (55.) Robert Fekete, 6:1 (62.) Myroslaw Slawow, 7:1 (80.) Myroslaw Slawow, 8:1 (85.) Christoph Weber | 1:0 (15.) Robert Fekete, 1:1 (22.) Viktor Hanák, 2:1 (29.) Myroslaw Slawow, 3:1 (34.) Myroslaw Slawow, 4:1 (51.) Christian Schragner, 5:1 (55.) Robert Fekete, 6:1 (62.) Myroslaw Slawow, 7:1 (80.) Myroslaw Slawow, 8:1 (85.) Christoph Weber |
| 17.07.2015 | RL | – | EL | SC-ESV Parndorf 1919 | – | LASK Linz | 2:7 (2:1) |
|            | Torschützen: | Torschützen: | Torschützen: | 1:0 (6.) Dominik Silberbauer, 2:0 (15.) Mario Rašić, 2:1 (45.) René Gartler, 2:2 (51.) Manuel Kerhe, 2:3 (56.) Ione Cabrera, 2:4 (57.) René Gartler, 2:5 (67.) René Gartler, 2:6 (76.) Thomas Fröschl, 2:7 (82.) René Gartler | 1:0 (6.) Dominik Silberbauer, 2:0 (15.) Mario Rašić, 2:1 (45.) René Gartler, 2:2 (51.) Manuel Kerhe, 2:3 (56.) Ione Cabrera, 2:4 (57.) René Gartler, 2:5 (67.) René Gartler, 2:6 (76.) Thomas Fröschl, 2:7 (82.) René Gartler | 1:0 (6.) Dominik Silberbauer, 2:0 (15.) Mario Rašić, 2:1 (45.) René Gartler, 2:2 (51.) Manuel Kerhe, 2:3 (56.) Ione Cabrera, 2:4 (57.) René Gartler, 2:5 (67.) René Gartler, 2:6 (76.) Thomas Fröschl, 2:7 (82.) René Gartler | 1:0 (6.) Dominik Silberbauer, 2:0 (15.) Mario Rašić, 2:1 (45.) René Gartler, 2:2 (51.) Manuel Kerhe, 2:3 (56.) Ione Cabrera, 2:4 (57.) René Gartler, 2:5 (67.) René Gartler, 2:6 (76.) Thomas Fröschl, 2:7 (82.) René Gartler |
| 18.07.2015 | RL | – | BL | Union Gurten | – | SV Grödig | 1:0 (0:0) |
|            | Torschütze: | Torschütze: | Torschütze: | 1:0 (88.) Jakob Kreuzer | 1:0 (88.) Jakob Kreuzer | 1:0 (88.) Jakob Kreuzer | 1:0 (88.) Jakob Kreuzer |
| 18.07.2015 | LL | – | EL | SC Golling | – | Floridsdorfer AC | 0:6 (0:3) |
|            | Torschützen: | Torschützen: | Torschützen: | 0:1 (7.) Lukas Mössner, 0:2 (39.) Alexander Frank, 0:3 (42., Eigentor) Manuel Neulinger, 0:4 (47.) Alexander Frank, 0:5 (51.) Alexander Frank, 0:6 (77.) Mehmet Sütcü | 0:1 (7.) Lukas Mössner, 0:2 (39.) Alexander Frank, 0:3 (42., Eigentor) Manuel Neulinger, 0:4 (47.) Alexander Frank, 0:5 (51.) Alexander Frank, 0:6 (77.) Mehmet Sütcü | 0:1 (7.) Lukas Mössner, 0:2 (39.) Alexander Frank, 0:3 (42., Eigentor) Manuel Neulinger, 0:4 (47.) Alexander Frank, 0:5 (51.) Alexander Frank, 0:6 (77.) Mehmet Sütcü | 0:1 (7.) Lukas Mössner, 0:2 (39.) Alexander Frank, 0:3 (42., Eigentor) Manuel Neulinger, 0:4 (47.) Alexander Frank, 0:5 (51.) Alexander Frank, 0:6 (77.) Mehmet Sütcü |
| 18.07.2015 | RL | – | LL | Schwarz-Weiß Bregenz | – | FC Wels (LC) | 0:1 (0:0) |
|            | Torschütze: | Torschütze: | Torschütze: | 0:1 (79.) Edwin Skrigic | 0:1 (79.) Edwin Skrigic | 0:1 (79.) Edwin Skrigic | 0:1 (79.) Edwin Skrigic |
| 18.07.2015 | RL | – | RL | TSV Neumarkt | – | FC Hard | 0:3 (0:1) |
|            | Torschützen: | Torschützen: | Torschützen: | 0:1 (4., Eigentor) David Schartner, 0:2 (73.) Metin Batir, 0:3 (90.) Simon Mentin | 0:1 (4., Eigentor) David Schartner, 0:2 (73.) Metin Batir, 0:3 (90.) Simon Mentin | 0:1 (4., Eigentor) David Schartner, 0:2 (73.) Metin Batir, 0:3 (90.) Simon Mentin | 0:1 (4., Eigentor) David Schartner, 0:2 (73.) Metin Batir, 0:3 (90.) Simon Mentin |
| 18.07.2015 | LL | – | RL | SV Leobendorf | – | Wiener Sportklub | 0:0 n. V. / 4:5 i. E. |
|            | Torschützen: | | | | | | |
| 18.07.2015 | RL | – | L5 | ASK Ebreichsdorf | – | SC Red Star Penzing (LC) | 4:0 (2:0) |
|            | Torschützen: | Torschützen: | Torschützen: | 1:0 (4.) Eric Plattensteiner, 2:0 (43.) Florian Frithum, 3:0 (52.) Eric Plattensteiner, 4:0 (65.) Christopher Dvorak | 1:0 (4.) Eric Plattensteiner, 2:0 (43.) Florian Frithum, 3:0 (52.) Eric Plattensteiner, 4:0 (65.) Christopher Dvorak | 1:0 (4.) Eric Plattensteiner, 2:0 (43.) Florian Frithum, 3:0 (52.) Eric Plattensteiner, 4:0 (65.) Christopher Dvorak | 1:0 (4.) Eric Plattensteiner, 2:0 (43.) Florian Frithum, 3:0 (52.) Eric Plattensteiner, 4:0 (65.) Christopher Dvorak |
| 18.07.2015 | RL | – | BL | Deutschlandsberger SC | – | FC Red Bull Salzburg (M,C) | 0:7 (0:1) |
|            | Torschützen: | Torschützen: | Torschützen: | 0:1 (12.) Jonatan Soriano, 0:2 (51.) Jonatan Soriano, 0:3 (55.) Marco Djuricin, 0:4 (58.) Marco Djuricin, 0:5 (61.) Marco Djuricin, 0:6 (77.) Jonatan Soriano, 0:7 (88.) Takumi Minamino | 0:1 (12.) Jonatan Soriano, 0:2 (51.) Jonatan Soriano, 0:3 (55.) Marco Djuricin, 0:4 (58.) Marco Djuricin, 0:5 (61.) Marco Djuricin, 0:6 (77.) Jonatan Soriano, 0:7 (88.) Takumi Minamino | 0:1 (12.) Jonatan Soriano, 0:2 (51.) Jonatan Soriano, 0:3 (55.) Marco Djuricin, 0:4 (58.) Marco Djuricin, 0:5 (61.) Marco Djuricin, 0:6 (77.) Jonatan Soriano, 0:7 (88.) Takumi Minamino | 0:1 (12.) Jonatan Soriano, 0:2 (51.) Jonatan Soriano, 0:3 (55.) Marco Djuricin, 0:4 (58.) Marco Djuricin, 0:5 (61.) Marco Djuricin, 0:6 (77.) Jonatan Soriano, 0:7 (88.) Takumi Minamino |
| 18.07.2015 | RL | – | RL | ATSV Stadl-Paura | – | WSG Wattens | 1:5 (1:2) |
|            | Torschützen: | Torschützen: | Torschützen: | 1:0 (19.) Manuel Gerner, 1:1 (20.) Simon Zangerl, 1:2 (45.) Christian Gebauer, 1:3 (52.) Benjamin Pranter, 1:4 (84.) Simon Zangerl, 1:5 (88.) Simon Zangerl | 1:0 (19.) Manuel Gerner, 1:1 (20.) Simon Zangerl, 1:2 (45.) Christian Gebauer, 1:3 (52.) Benjamin Pranter, 1:4 (84.) Simon Zangerl, 1:5 (88.) Simon Zangerl | 1:0 (19.) Manuel Gerner, 1:1 (20.) Simon Zangerl, 1:2 (45.) Christian Gebauer, 1:3 (52.) Benjamin Pranter, 1:4 (84.) Simon Zangerl, 1:5 (88.) Simon Zangerl | 1:0 (19.) Manuel Gerner, 1:1 (20.) Simon Zangerl, 1:2 (45.) Christian Gebauer, 1:3 (52.) Benjamin Pranter, 1:4 (84.) Simon Zangerl, 1:5 (88.) Simon Zangerl |
| 18.07.2015 | LL | – | RL | FC Höchst | – | SV Seekirchen 1945 | 1:2 (1:1) |
|            | Torschützen: | Torschützen: | Torschützen: | 0:1 (34.) Stefan Federer, 0:2 (46.) Benjamin Taferner, 1:2 (62.) Robert Blum | 0:1 (34.) Stefan Federer, 0:2 (46.) Benjamin Taferner, 1:2 (62.) Robert Blum | 0:1 (34.) Stefan Federer, 0:2 (46.) Benjamin Taferner, 1:2 (62.) Robert Blum | 0:1 (34.) Stefan Federer, 0:2 (46.) Benjamin Taferner, 1:2 (62.) Robert Blum |
| 18.07.2015 | RL | – | RL | TSV St. Johann | – | FC Kitzbühel | 4:0 (3:0) |
|            | Torschützen: | Torschützen: | Torschützen: | 1:0 (1.) Armin Gruber, 2:0 (12.) Mario Krimbacher, 3:0 (41.) Mario Krimbacher, 4:0 (84.) Mario Krimbacher | 1:0 (1.) Armin Gruber, 2:0 (12.) Mario Krimbacher, 3:0 (41.) Mario Krimbacher, 4:0 (84.) Mario Krimbacher | 1:0 (1.) Armin Gruber, 2:0 (12.) Mario Krimbacher, 3:0 (41.) Mario Krimbacher, 4:0 (84.) Mario Krimbacher | 1:0 (1.) Armin Gruber, 2:0 (12.) Mario Krimbacher, 3:0 (41.) Mario Krimbacher, 4:0 (84.) Mario Krimbacher |
| 18.07.2015 | RL | – | EL | USC Eugendorf (LC) | – | SV Austria Salzburg | 2:2 (0:0) / 2:4 n. V. |
|            | Torschützen: | Torschützen: | Torschützen: | 0:1 (47.) Lukas Katnik, 1:1 (53,) Matthias Finder, 1:2 (65.) Halid Hasanović, 2:2 (87., Elfmeter) Christof Kopleder, 2:3 (94.) Ibrahim Bingöl, 2:4 (116.) Valentin Grubeck | 0:1 (47.) Lukas Katnik, 1:1 (53,) Matthias Finder, 1:2 (65.) Halid Hasanović, 2:2 (87., Elfmeter) Christof Kopleder, 2:3 (94.) Ibrahim Bingöl, 2:4 (116.) Valentin Grubeck | 0:1 (47.) Lukas Katnik, 1:1 (53,) Matthias Finder, 1:2 (65.) Halid Hasanović, 2:2 (87., Elfmeter) Christof Kopleder, 2:3 (94.) Ibrahim Bingöl, 2:4 (116.) Valentin Grubeck | 0:1 (47.) Lukas Katnik, 1:1 (53,) Matthias Finder, 1:2 (65.) Halid Hasanović, 2:2 (87., Elfmeter) Christof Kopleder, 2:3 (94.) Ibrahim Bingöl, 2:4 (116.) Valentin Grubeck |
| 18.07.2015 | RL | – | EL | FC Dornbirn 1913 (LC) | – | SKN St. Pölten | 0:2 (0:2) |
|            | Torschützen: | Torschützen: | Torschützen: | 0:1 (2.) Daniel Segovia, 0:2 (25.) Lukas Thürauer | 0:1 (2.) Daniel Segovia, 0:2 (25.) Lukas Thürauer | 0:1 (2.) Daniel Segovia, 0:2 (25.) Lukas Thürauer | 0:1 (2.) Daniel Segovia, 0:2 (25.) Lukas Thürauer |
| 18.07.2015 | RL | – | BL | SV Schwechat | – | FC Admira Wacker Mödling | 1:1 (1:1) / 1:1 n. V. / 2:4 i. E. |
|            | Torschützen: | Torschützen: | Torschützen: | 0:1 (26.) Stephan Zwierschitz, 1:1 (34.) Marcel Kracher | 0:1 (26.) Stephan Zwierschitz, 1:1 (34.) Marcel Kracher | 0:1 (26.) Stephan Zwierschitz, 1:1 (34.) Marcel Kracher | 0:1 (26.) Stephan Zwierschitz, 1:1 (34.) Marcel Kracher |
| 18.07.2015 | RL | – | BL | TSV Hartberg | – | SK Sturm Graz | 0:6 (0:2) |
|            | Torschützen: | Torschützen: | Torschützen: | 0:1 (37.) Josip Tadić, 0:2 (42.) Josip Tadić, 0:3 (49.) Kristijan Dobras, 0:4 (59.) Kristijan Dobras, 0:5 (974.) Donis Avdijaj, 0:6 (86.) Roman Kienast | 0:1 (37.) Josip Tadić, 0:2 (42.) Josip Tadić, 0:3 (49.) Kristijan Dobras, 0:4 (59.) Kristijan Dobras, 0:5 (974.) Donis Avdijaj, 0:6 (86.) Roman Kienast | 0:1 (37.) Josip Tadić, 0:2 (42.) Josip Tadić, 0:3 (49.) Kristijan Dobras, 0:4 (59.) Kristijan Dobras, 0:5 (974.) Donis Avdijaj, 0:6 (86.) Roman Kienast | 0:1 (37.) Josip Tadić, 0:2 (42.) Josip Tadić, 0:3 (49.) Kristijan Dobras, 0:4 (59.) Kristijan Dobras, 0:5 (974.) Donis Avdijaj, 0:6 (86.) Roman Kienast |
| 19.07.2015 | RL | – | RL | Annabichler SV | – | FC Stadlau | 1:4 (0:2) |
|            | Torschützen: | Torschützen: | Torschützen: | 0:1 (9., Elfmeter) Aleksandar Stojiljković, 0:2 (35.) Emanuel Rajdl, 1:2 (63.) Mustafa Nukić, 1:3 (64.) Raffael Behounek, 1:4 (76.) Emanuel Rajdl | 0:1 (9., Elfmeter) Aleksandar Stojiljković, 0:2 (35.) Emanuel Rajdl, 1:2 (63.) Mustafa Nukić, 1:3 (64.) Raffael Behounek, 1:4 (76.) Emanuel Rajdl | 0:1 (9., Elfmeter) Aleksandar Stojiljković, 0:2 (35.) Emanuel Rajdl, 1:2 (63.) Mustafa Nukić, 1:3 (64.) Raffael Behounek, 1:4 (76.) Emanuel Rajdl | 0:1 (9., Elfmeter) Aleksandar Stojiljković, 0:2 (35.) Emanuel Rajdl, 1:2 (63.) Mustafa Nukić, 1:3 (64.) Raffael Behounek, 1:4 (76.) Emanuel Rajdl |
| 19.07.2015 | RL | – | EL | SVG Reichenau (LC) | – | SK Austria Klagenfurt | 1:4 (0:2) |
|            | Torschützen: | Torschützen: | Torschützen: | 0:1 (18.) Christian Falk, 0:2 (39.) Eric Zachhuber, 0:3 (68.) Matthias Koch, 1:3 (72.) Manuel Gstrein, 1:4 (90., Elfmeter) Rajko Rep | 0:1 (18.) Christian Falk, 0:2 (39.) Eric Zachhuber, 0:3 (68.) Matthias Koch, 1:3 (72.) Manuel Gstrein, 1:4 (90., Elfmeter) Rajko Rep | 0:1 (18.) Christian Falk, 0:2 (39.) Eric Zachhuber, 0:3 (68.) Matthias Koch, 1:3 (72.) Manuel Gstrein, 1:4 (90., Elfmeter) Rajko Rep | 0:1 (18.) Christian Falk, 0:2 (39.) Eric Zachhuber, 0:3 (68.) Matthias Koch, 1:3 (72.) Manuel Gstrein, 1:4 (90., Elfmeter) Rajko Rep |
| 19.07.2015 | L5 | – | EL | FC Lankowitz (LC) | – | SC Austria Lustenau | 3:1 (0:0) |
|            | Torschützen: | Torschützen: | Torschützen: | 1:0 (50.) Dominik Nöst, 2:0 (64.) Daniel Brauneis, 2:1 (75.) Daniel Sobkova, 3:1 (90., Elfmeter) Daniel Brauneis | 1:0 (50.) Dominik Nöst, 2:0 (64.) Daniel Brauneis, 2:1 (75.) Daniel Sobkova, 3:1 (90., Elfmeter) Daniel Brauneis | 1:0 (50.) Dominik Nöst, 2:0 (64.) Daniel Brauneis, 2:1 (75.) Daniel Sobkova, 3:1 (90., Elfmeter) Daniel Brauneis | 1:0 (50.) Dominik Nöst, 2:0 (64.) Daniel Brauneis, 2:1 (75.) Daniel Sobkova, 3:1 (90., Elfmeter) Daniel Brauneis |
| 19.07.2015 | LL | – | BL | ASKÖ Köttmannsdorf | – | Wolfsberger AC | 0:6 (0:3) |
|            | Torschützen: | Torschützen: | Torschützen: | 0:1 (17.) Peter Žulj, 0:2 (26.) Dario Baldauf, 0:3 (28.) Peter Tschernegg, 0:4 (73.) Peter Tschernegg, 0:5 (75.) Manuel Seidl, 0:6 (85.) Peter Žulj | 0:1 (17.) Peter Žulj, 0:2 (26.) Dario Baldauf, 0:3 (28.) Peter Tschernegg, 0:4 (73.) Peter Tschernegg, 0:5 (75.) Manuel Seidl, 0:6 (85.) Peter Žulj | 0:1 (17.) Peter Žulj, 0:2 (26.) Dario Baldauf, 0:3 (28.) Peter Tschernegg, 0:4 (73.) Peter Tschernegg, 0:5 (75.) Manuel Seidl, 0:6 (85.) Peter Žulj | 0:1 (17.) Peter Žulj, 0:2 (26.) Dario Baldauf, 0:3 (28.) Peter Tschernegg, 0:4 (73.) Peter Tschernegg, 0:5 (75.) Manuel Seidl, 0:6 (85.) Peter Žulj |
| Legende:   | BL = Bundesliga (1. Leistungsstufe) – EL = Erste Liga (2. Leistungsstufe) – RL = Regionalliga (3. Leistungsstufe) LL = Landesliga (4. Leistungsstufe) – L5 = 5. Leistungsstufe M = amtierender Meister – C = amtierender Cupsieger – LC = amtierende Landescupsieger n. V. = Nach Verlängerung – i. E. = im Elfmeterschießen | BL = Bundesliga (1. Leistungsstufe) – EL = Erste Liga (2. Leistungsstufe) – RL = Regionalliga (3. Leistungsstufe) LL = Landesliga (4. Leistungsstufe) – L5 = 5. Leistungsstufe M = amtierender Meister – C = amtierender Cupsieger – LC = amtierende Landescupsieger n. V. = Nach Verlängerung – i. E. = im Elfmeterschießen | BL = Bundesliga (1. Leistungsstufe) – EL = Erste Liga (2. Leistungsstufe) – RL = Regionalliga (3. Leistungsstufe) LL = Landesliga (4. Leistungsstufe) – L5 = 5. Leistungsstufe M = amtierender Meister – C = amtierender Cupsieger – LC = amtierende Landescupsieger n. V. = Nach Verlängerung – i. E. = im Elfmeterschießen | BL = Bundesliga (1. Leistungsstufe) – EL = Erste Liga (2. Leistungsstufe) – RL = Regionalliga (3. Leistungsstufe) LL = Landesliga (4. Leistungsstufe) – L5 = 5. Leistungsstufe M = amtierender Meister – C = amtierender Cupsieger – LC = amtierende Landescupsieger n. V. = Nach Verlängerung – i. E. = im Elfmeterschießen | BL = Bundesliga (1. Leistungsstufe) – EL = Erste Liga (2. Leistungsstufe) – RL = Regionalliga (3. Leistungsstufe) LL = Landesliga (4. Leistungsstufe) – L5 = 5. Leistungsstufe M = amtierender Meister – C = amtierender Cupsieger – LC = amtierende Landescupsieger n. V. = Nach Verlängerung – i. E. = im Elfmeterschießen | BL = Bundesliga (1. Leistungsstufe) – EL = Erste Liga (2. Leistungsstufe) – RL = Regionalliga (3. Leistungsstufe) LL = Landesliga (4. Leistungsstufe) – L5 = 5. Leistungsstufe M = amtierender Meister – C = amtierender Cupsieger – LC = amtierende Landescupsieger n. V. = Nach Verlängerung – i. E. = im Elfmeterschießen | BL = Bundesliga (1. Leistungsstufe) – EL = Erste Liga (2. Leistungsstufe) – RL = Regionalliga (3. Leistungsstufe) LL = Landesliga (4. Leistungsstufe) – L5 = 5. Leistungsstufe M = amtierender Meister – C = amtierender Cupsieger – LC = amtierende Landescupsieger n. V. = Nach Verlängerung – i. E. = im Elfmeterschießen |

## 2. Runde
Für die zweite Runde haben sich folgende Mannschaften qualifiziert:
| Bundesliga | Erste Liga | Regionalliga | Landes-Cup-Sieger                                                                         |
| --- | --- | --- | ----------------------------------------------------------------------------------------- |
| - FC Admira Wacker Mödling - SCR Altach - SK Sturm Graz - SV Mattersburg - SV Ried - FC Red Bull Salzburg - FK Austria Wien - SK Rapid Wien - Wolfsberger AC | - Floridsdorfer AC - FC Wacker Innsbruck - Kapfenberger SV - SK Austria Klagenfurt - LASK Linz - SV Austria Salzburg - SKN St. Pölten - SC Wiener Neustadt | - SKU Amstetten - ASK Ebreichsdorf - Union Gurten - FC Hard - SV Horn - SV Seekirchen 1945 - TSV St. Johann - FC Stadlau - SV Wallern - WSG Wattens - Wiener Sportklub | - Kremser SC (NÖ) (LL) - FC Lankowitz (ST) (5.) - FC Lendorf (K) (LL) - FC Wels (OÖ) (LL) |

### Ergebnisse der 2. Runde

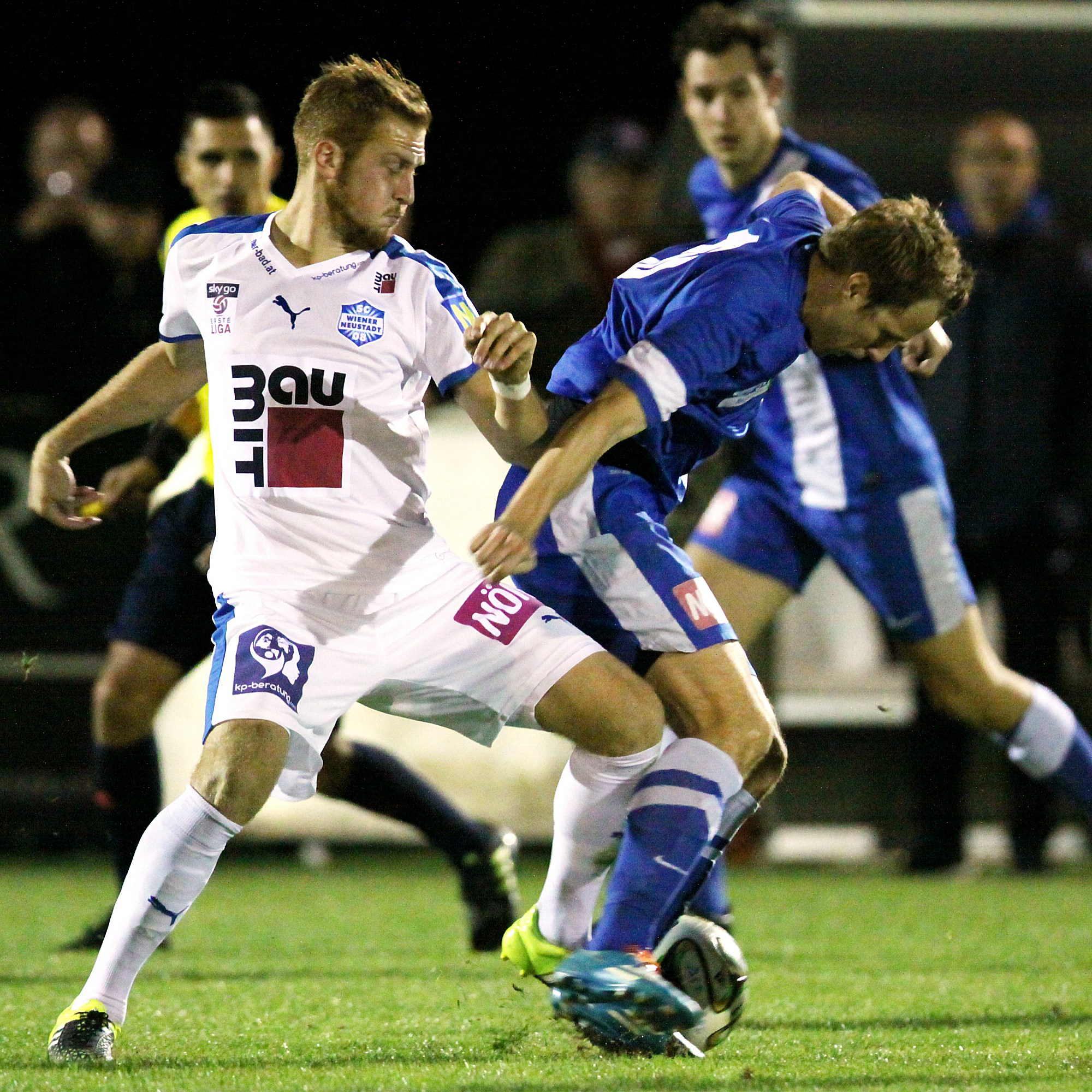
Regionalligist Ebreichsdorf überraschte mit einem 3:1-Sieg gegen Erstligist Wiener Neustadt. Im Bild hat Markus Rusek gegen den Ebreichsdorfer Dominik Höfel das Nachsehen.

Die Auslosung der zweiten Runde wurde am 2. August 2015 durchgeführt. Unter Aufsicht des ÖFB-Vizepräsidenten Robert Sedlacek wurden von Aleksandar Dragović folgende Paarungen gelost:
Gemäß § 5 der Durchführungsbestimmungen für den Cup des Österreichischen Fußball-Bundes haben die Vereine der Regionalligen, der Landesligen und der fünften Leistungsstufe in Aufeinandertreffen mit Bundesliga-Vereinen und Vereinen der Ersten Liga Heimvorteil.
| Datum      | Liga | Liga | Liga | Heimmannschaft | | Gastmannschaft | Ergebnis |
| ---------- | --- | --- | --- | --- | --- | --- | --- |
| 22.09.2015 | RL | – | BL | Union Gurten | – | SV Mattersburg | 1:3 (1:1) |
|            | Torschützen: | Torschützen: | Torschützen: | 0:1 (24.) Nedeljko Malic, 1:1 (29.) Jakob Kreuzer, 1:2 (64.) Karim Onisiwo, 1:3 (88., Elfmeter) Markus Pink | 0:1 (24.) Nedeljko Malic, 1:1 (29.) Jakob Kreuzer, 1:2 (64.) Karim Onisiwo, 1:3 (88., Elfmeter) Markus Pink | 0:1 (24.) Nedeljko Malic, 1:1 (29.) Jakob Kreuzer, 1:2 (64.) Karim Onisiwo, 1:3 (88., Elfmeter) Markus Pink | 0:1 (24.) Nedeljko Malic, 1:1 (29.) Jakob Kreuzer, 1:2 (64.) Karim Onisiwo, 1:3 (88., Elfmeter) Markus Pink |
| 22.09.2015 | RL | – | EL | FC Stadlau | – | SK Austria Klagenfurt | 1:1 (0:1) / 2:1 n. V. |
|            | Torschützen: | Torschützen: | Torschützen: | 0:1 (9.) Domagoj Bešlić, 1:1 (83.) Cem Atan, 2:1 (116.) Cem Atan | 0:1 (9.) Domagoj Bešlić, 1:1 (83.) Cem Atan, 2:1 (116.) Cem Atan | 0:1 (9.) Domagoj Bešlić, 1:1 (83.) Cem Atan, 2:1 (116.) Cem Atan | 0:1 (9.) Domagoj Bešlić, 1:1 (83.) Cem Atan, 2:1 (116.) Cem Atan |
| 22.09.2015 | RL | – | EL | FC Hard | – | SKN St. Pölten | 1:4 (1:3) |
|            | Torschützen: | Torschützen: | Torschützen: | 1:0 (9.) Sebastian Santin, 1:1 (10.) Florian Mader, 1:2 (19.) David Stec, 1:3 (33.) Michael Ambichl, 1:4 (56.) Jefferson | 1:0 (9.) Sebastian Santin, 1:1 (10.) Florian Mader, 1:2 (19.) David Stec, 1:3 (33.) Michael Ambichl, 1:4 (56.) Jefferson | 1:0 (9.) Sebastian Santin, 1:1 (10.) Florian Mader, 1:2 (19.) David Stec, 1:3 (33.) Michael Ambichl, 1:4 (56.) Jefferson | 1:0 (9.) Sebastian Santin, 1:1 (10.) Florian Mader, 1:2 (19.) David Stec, 1:3 (33.) Michael Ambichl, 1:4 (56.) Jefferson |
| 22.09.2015 | RL | – | EL | ASK Ebreichsdorf | – | SC Wiener Neustadt | 3:1 (1:1) |
|            | Torschützen: | Torschützen: | Torschützen: | 1:0 (20.) Sebastian Bauer, 1:1 (32., Elfmeter) Florian Sittsam, 2:1 (79.) Marco Anderst, 3:1 (90.) Dominik Höfel | 1:0 (20.) Sebastian Bauer, 1:1 (32., Elfmeter) Florian Sittsam, 2:1 (79.) Marco Anderst, 3:1 (90.) Dominik Höfel | 1:0 (20.) Sebastian Bauer, 1:1 (32., Elfmeter) Florian Sittsam, 2:1 (79.) Marco Anderst, 3:1 (90.) Dominik Höfel | 1:0 (20.) Sebastian Bauer, 1:1 (32., Elfmeter) Florian Sittsam, 2:1 (79.) Marco Anderst, 3:1 (90.) Dominik Höfel |
| 22.09.2015 | LL | – | EL | Kremser SC (LC) | – | FC Wacker Innsbruck | 2:2, (1:0) / 3:5 n. V. |
|            | Torschützen: | Torschützen: | Torschützen: | 1:0 (3.) Erwin Denk, 1:1 (51., Elfmeter) Christoph Freitag, 1:2 (76., Eigentor) Daniel Bayer, 2:2 (85., Elfmeter) Christian Schragner, 2:3 (96.) Alexander Gründler, 2:4 (101.) Thomas Hirschhofer, 3:4 (109.) Patrick Hackl, 3:5 (118.) Daniel Rosenbichler                                                                 | 1:0 (3.) Erwin Denk, 1:1 (51., Elfmeter) Christoph Freitag, 1:2 (76., Eigentor) Daniel Bayer, 2:2 (85., Elfmeter) Christian Schragner, 2:3 (96.) Alexander Gründler, 2:4 (101.) Thomas Hirschhofer, 3:4 (109.) Patrick Hackl, 3:5 (118.) Daniel Rosenbichler                                                                 | 1:0 (3.) Erwin Denk, 1:1 (51., Elfmeter) Christoph Freitag, 1:2 (76., Eigentor) Daniel Bayer, 2:2 (85., Elfmeter) Christian Schragner, 2:3 (96.) Alexander Gründler, 2:4 (101.) Thomas Hirschhofer, 3:4 (109.) Patrick Hackl, 3:5 (118.) Daniel Rosenbichler                                                                 | 1:0 (3.) Erwin Denk, 1:1 (51., Elfmeter) Christoph Freitag, 1:2 (76., Eigentor) Daniel Bayer, 2:2 (85., Elfmeter) Christian Schragner, 2:3 (96.) Alexander Gründler, 2:4 (101.) Thomas Hirschhofer, 3:4 (109.) Patrick Hackl, 3:5 (118.) Daniel Rosenbichler                                                                 |
| 22.09.2015 | RL | – | EL | TSV St. Johann | – | LASK Linz | 1:1 (0:1) / 1:1 n. V. / 4:5 i. E. |
|            | Torschützen: | Torschützen: | Torschützen: | 0:1 (24.) Felix Luckeneder, 1:1 (85.) Thomas Pertl | 0:1 (24.) Felix Luckeneder, 1:1 (85.) Thomas Pertl | 0:1 (24.) Felix Luckeneder, 1:1 (85.) Thomas Pertl | 0:1 (24.) Felix Luckeneder, 1:1 (85.) Thomas Pertl |
| 22.09.2015 | L5 | – | EL | FC Lankowitz (LC) | – | Floridsdorfer AC | 1:0 (1:0) |
|            | Torschützen: | Torschützen: | Torschützen: | 1:0 (2., Eigentor) Philipp Steiner | 1:0 (2., Eigentor) Philipp Steiner | 1:0 (2., Eigentor) Philipp Steiner | 1:0 (2., Eigentor) Philipp Steiner |
| 22.09.2015 | LL | – | EL | FC Lendorf (LC) | – | SV Austria Salzburg | 0:5 (0:1) |
|            | Torschützen: | Torschützen: | Torschützen: | 0:1 (14.) Andreas Bammer, 0:2 (47.) Haris Bukva, 0:3 (59.) Sebastian Zirnitzer, 0:4 (83.) Andreas Bammer, 0:5 (89.) Andreas Bammer | 0:1 (14.) Andreas Bammer, 0:2 (47.) Haris Bukva, 0:3 (59.) Sebastian Zirnitzer, 0:4 (83.) Andreas Bammer, 0:5 (89.) Andreas Bammer | 0:1 (14.) Andreas Bammer, 0:2 (47.) Haris Bukva, 0:3 (59.) Sebastian Zirnitzer, 0:4 (83.) Andreas Bammer, 0:5 (89.) Andreas Bammer | 0:1 (14.) Andreas Bammer, 0:2 (47.) Haris Bukva, 0:3 (59.) Sebastian Zirnitzer, 0:4 (83.) Andreas Bammer, 0:5 (89.) Andreas Bammer |
| 22.09.2015 | RL | – | EL | WSG Wattens | – | Kapfenberger SV | 0:0 / 0:0 n. V. / 6:5 i. E. |
|            | Torschützen: | Torschützen: | Torschützen: | keine | keine | keine | keine |
| 22.09.2015 | RL | – | BL | SV Seekirchen 1945 | – | SK Sturm Graz | 0:7 (0:5) |
|            | Torschützen: | Torschützen: | Torschützen: | 0:1 (14.) Donis Avdijaj, 0:2 (30.) Marvin Potzmann, 0:3 (38.) Donis Avdijaj, 0:4 (31.) Bright Edomwonyi, 0:5 (42.) Thorsten Schick, 0:6 (57.) Josip Tadić, 0:7 (84.) Andreas Gruber | 0:1 (14.) Donis Avdijaj, 0:2 (30.) Marvin Potzmann, 0:3 (38.) Donis Avdijaj, 0:4 (31.) Bright Edomwonyi, 0:5 (42.) Thorsten Schick, 0:6 (57.) Josip Tadić, 0:7 (84.) Andreas Gruber | 0:1 (14.) Donis Avdijaj, 0:2 (30.) Marvin Potzmann, 0:3 (38.) Donis Avdijaj, 0:4 (31.) Bright Edomwonyi, 0:5 (42.) Thorsten Schick, 0:6 (57.) Josip Tadić, 0:7 (84.) Andreas Gruber | 0:1 (14.) Donis Avdijaj, 0:2 (30.) Marvin Potzmann, 0:3 (38.) Donis Avdijaj, 0:4 (31.) Bright Edomwonyi, 0:5 (42.) Thorsten Schick, 0:6 (57.) Josip Tadić, 0:7 (84.) Andreas Gruber |
| 22.09.2015 | RL | – | BL | SV Horn | – | FC Red Bull Salzburg (M, C) | 2:2 (1:2) / 2:3 n. V. |
|            | Torschützen: | Torschützen: | Torschützen: | 1:0 (9.) Shota Sakaki, 1:1 (19.) Takumi Minamino, 1:2 (41.) Smail Prevljak, 2:2 (86.) Stefan Rakowitz, 2:3 (92.) Jonatan Soriano | 1:0 (9.) Shota Sakaki, 1:1 (19.) Takumi Minamino, 1:2 (41.) Smail Prevljak, 2:2 (86.) Stefan Rakowitz, 2:3 (92.) Jonatan Soriano | 1:0 (9.) Shota Sakaki, 1:1 (19.) Takumi Minamino, 1:2 (41.) Smail Prevljak, 2:2 (86.) Stefan Rakowitz, 2:3 (92.) Jonatan Soriano | 1:0 (9.) Shota Sakaki, 1:1 (19.) Takumi Minamino, 1:2 (41.) Smail Prevljak, 2:2 (86.) Stefan Rakowitz, 2:3 (92.) Jonatan Soriano |
| 22.09.2015 | RL | – | BL | Wiener Sportklub | – | SCR Altach | 0:3 (0:1) |
|            | Torschützen: | Torschützen: | Torschützen: | 0:1 (9.) Jan Zwischenbrugger, 0:2 (67.) Patrick Salomon, 0:3 (90., Elfmeter) Patrick Seeger | 0:1 (9.) Jan Zwischenbrugger, 0:2 (67.) Patrick Salomon, 0:3 (90., Elfmeter) Patrick Seeger | 0:1 (9.) Jan Zwischenbrugger, 0:2 (67.) Patrick Salomon, 0:3 (90., Elfmeter) Patrick Seeger | 0:1 (9.) Jan Zwischenbrugger, 0:2 (67.) Patrick Salomon, 0:3 (90., Elfmeter) Patrick Seeger |
| 23.09.2015 | RL | – | BL | SKU Amstetten | – | SK Rapid Wien | 1:1 (1:1) / 1:1 n. V. / 3:4 i. E. |
|            | Torschützen: | Torschützen: | Torschützen: | 0:1 (7.) Florian Kainz, 1:1 (18., Elfmeter) Milan Vuković | 0:1 (7.) Florian Kainz, 1:1 (18., Elfmeter) Milan Vuković | 0:1 (7.) Florian Kainz, 1:1 (18., Elfmeter) Milan Vuković | 0:1 (7.) Florian Kainz, 1:1 (18., Elfmeter) Milan Vuković |
| 23.09.2015 | RL | – | BL | SV Wallern | – | FC Admira Wacker Mödling | 1:1 (0:0) / 2:2 n. V. / 2:4 i. E. |
|            | Torschützen: | Torschützen: | Torschützen: | 0:1 (46.) Eldis Bajrami, 1:1 (60.) Medi Sulimani, 1:2 (102.) Dominik Starkl, 2:2 (104., Elfmeter) Darijo Pecirep | 0:1 (46.) Eldis Bajrami, 1:1 (60.) Medi Sulimani, 1:2 (102.) Dominik Starkl, 2:2 (104., Elfmeter) Darijo Pecirep | 0:1 (46.) Eldis Bajrami, 1:1 (60.) Medi Sulimani, 1:2 (102.) Dominik Starkl, 2:2 (104., Elfmeter) Darijo Pecirep | 0:1 (46.) Eldis Bajrami, 1:1 (60.) Medi Sulimani, 1:2 (102.) Dominik Starkl, 2:2 (104., Elfmeter) Darijo Pecirep |
| 23.09.2015 | LL | – | BL | FC Wels (LC) | – | FK Austria Wien | 0:7 (0:5) |
|            | Torschützen: | Torschützen: | Torschützen: | 0:1 (1.) Lukas Rotpuller, 0:2 (15.) Tarkan Serbest, 0:3 (18., Eigentor) Visar Hsani, 0:4 (23.) Alexander Gorgon, 0:5 (28.) Kevin Friesenbichler, 0:6 (56.) Marco Meilinger, 0:7 (85.) Ognjen Vukojević | 0:1 (1.) Lukas Rotpuller, 0:2 (15.) Tarkan Serbest, 0:3 (18., Eigentor) Visar Hsani, 0:4 (23.) Alexander Gorgon, 0:5 (28.) Kevin Friesenbichler, 0:6 (56.) Marco Meilinger, 0:7 (85.) Ognjen Vukojević | 0:1 (1.) Lukas Rotpuller, 0:2 (15.) Tarkan Serbest, 0:3 (18., Eigentor) Visar Hsani, 0:4 (23.) Alexander Gorgon, 0:5 (28.) Kevin Friesenbichler, 0:6 (56.) Marco Meilinger, 0:7 (85.) Ognjen Vukojević | 0:1 (1.) Lukas Rotpuller, 0:2 (15.) Tarkan Serbest, 0:3 (18., Eigentor) Visar Hsani, 0:4 (23.) Alexander Gorgon, 0:5 (28.) Kevin Friesenbichler, 0:6 (56.) Marco Meilinger, 0:7 (85.) Ognjen Vukojević |
| 23.09.2015 | BL | – | BL | SV Ried | – | Wolfsberger AC | 0:0 / 0:0 n. V. / 5:3 i. E. |
|            | Torschützen: | Torschützen: | Torschützen: | keine | keine | keine | keine |
| Legende:   | BL = Bundesliga (1. Leistungsstufe) – EL = Erste Liga (2. Leistungsstufe) – RL = Regionalliga (3. Leistungsstufe) LL = Landesliga (4. Leistungsstufe) – L5 = 5. Leistungsstufe M = amtierender Meister – C = amtierender Cupsieger – LC = amtierende Landescupsieger n. V. = Nach Verlängerung – i. E. = im Elfmeterschießen | BL = Bundesliga (1. Leistungsstufe) – EL = Erste Liga (2. Leistungsstufe) – RL = Regionalliga (3. Leistungsstufe) LL = Landesliga (4. Leistungsstufe) – L5 = 5. Leistungsstufe M = amtierender Meister – C = amtierender Cupsieger – LC = amtierende Landescupsieger n. V. = Nach Verlängerung – i. E. = im Elfmeterschießen | BL = Bundesliga (1. Leistungsstufe) – EL = Erste Liga (2. Leistungsstufe) – RL = Regionalliga (3. Leistungsstufe) LL = Landesliga (4. Leistungsstufe) – L5 = 5. Leistungsstufe M = amtierender Meister – C = amtierender Cupsieger – LC = amtierende Landescupsieger n. V. = Nach Verlängerung – i. E. = im Elfmeterschießen | BL = Bundesliga (1. Leistungsstufe) – EL = Erste Liga (2. Leistungsstufe) – RL = Regionalliga (3. Leistungsstufe) LL = Landesliga (4. Leistungsstufe) – L5 = 5. Leistungsstufe M = amtierender Meister – C = amtierender Cupsieger – LC = amtierende Landescupsieger n. V. = Nach Verlängerung – i. E. = im Elfmeterschießen | BL = Bundesliga (1. Leistungsstufe) – EL = Erste Liga (2. Leistungsstufe) – RL = Regionalliga (3. Leistungsstufe) LL = Landesliga (4. Leistungsstufe) – L5 = 5. Leistungsstufe M = amtierender Meister – C = amtierender Cupsieger – LC = amtierende Landescupsieger n. V. = Nach Verlängerung – i. E. = im Elfmeterschießen | BL = Bundesliga (1. Leistungsstufe) – EL = Erste Liga (2. Leistungsstufe) – RL = Regionalliga (3. Leistungsstufe) LL = Landesliga (4. Leistungsstufe) – L5 = 5. Leistungsstufe M = amtierender Meister – C = amtierender Cupsieger – LC = amtierende Landescupsieger n. V. = Nach Verlängerung – i. E. = im Elfmeterschießen | BL = Bundesliga (1. Leistungsstufe) – EL = Erste Liga (2. Leistungsstufe) – RL = Regionalliga (3. Leistungsstufe) LL = Landesliga (4. Leistungsstufe) – L5 = 5. Leistungsstufe M = amtierender Meister – C = amtierender Cupsieger – LC = amtierende Landescupsieger n. V. = Nach Verlängerung – i. E. = im Elfmeterschießen |

## Achtelfinale
Für das Achtelfinale haben sich folgende Mannschaften qualifiziert:
| Bundesliga (8) | Erste Liga (4)                                                           | Regionalliga (3)                              | Landescup-Sieger (1)     |
| --- | ------------------------------------------------------------------------ | --------------------------------------------- | ------------------------ |
| - SCR Altach - SK Sturm Graz - SV Mattersburg - FC Red Bull Salzburg - FK Austria Wien - FC Admira Wacker Mödling - SK Rapid Wien - SV Ried | - FC Wacker Innsbruck - LASK Linz - SV Austria Salzburg - SKN St. Pölten | - ASK Ebreichsdorf - FC Stadlau - WSG Wattens | - FC Lankowitz (ST) (5.) |

Das Achtelfinale wurde am 27. und 28. Oktober 2015 gespielt. Die Auslosung erfolgte am 27. September 2015 live in der TV-Sendung Sport am Sonntag durch die Segel-Vizeweltmeister von 2007 Nico Delle Karth und Nikolaus Resch.

### Ergebnisse des Achtelfinales

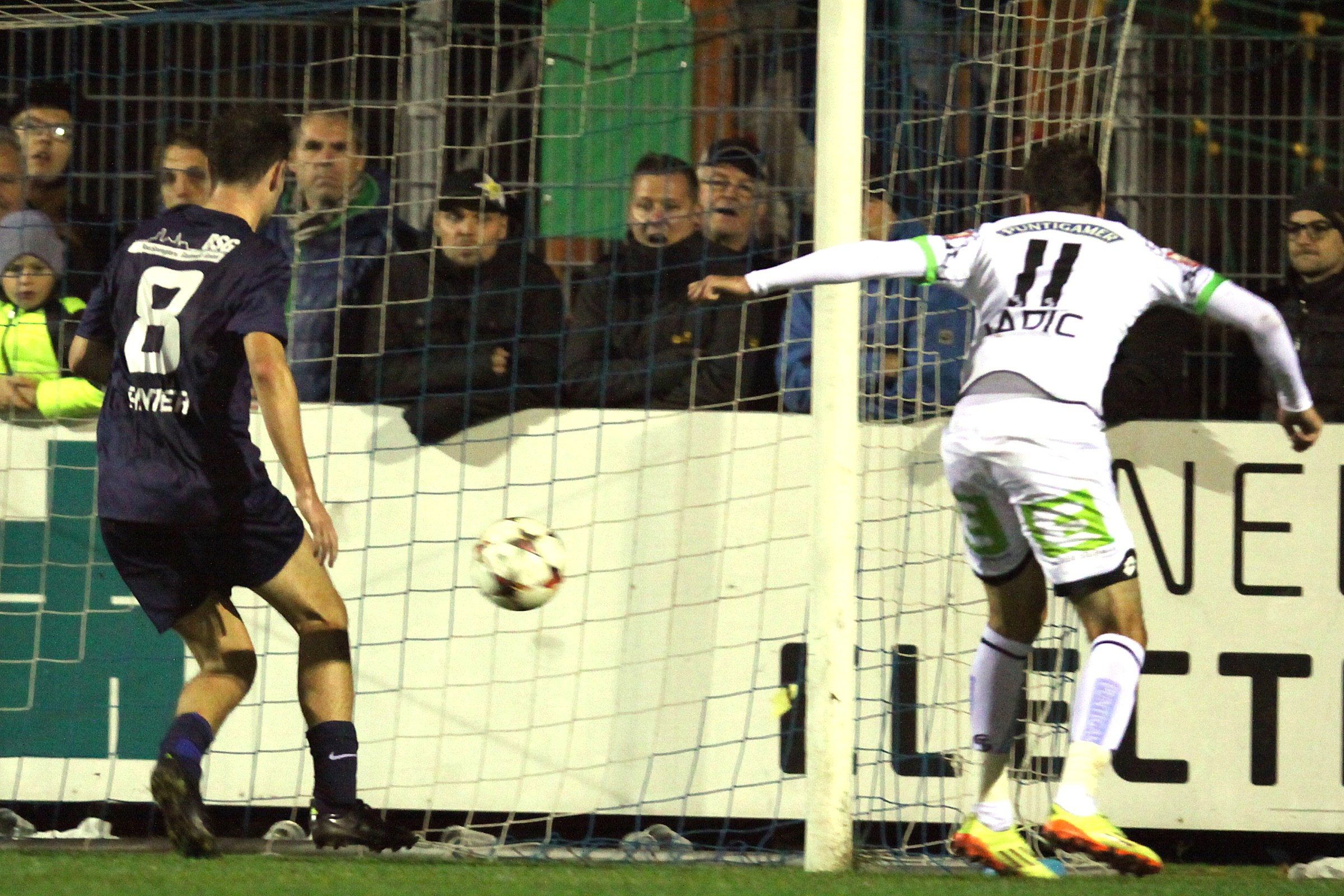
Josip Tadić war mit zwei Treffern im Finish der „Vater“ des 3:2-Sieges des SK Sturm Graz beim ASK Ebreichsdorf. Hier sein entscheidendes Tor zum 3:2.

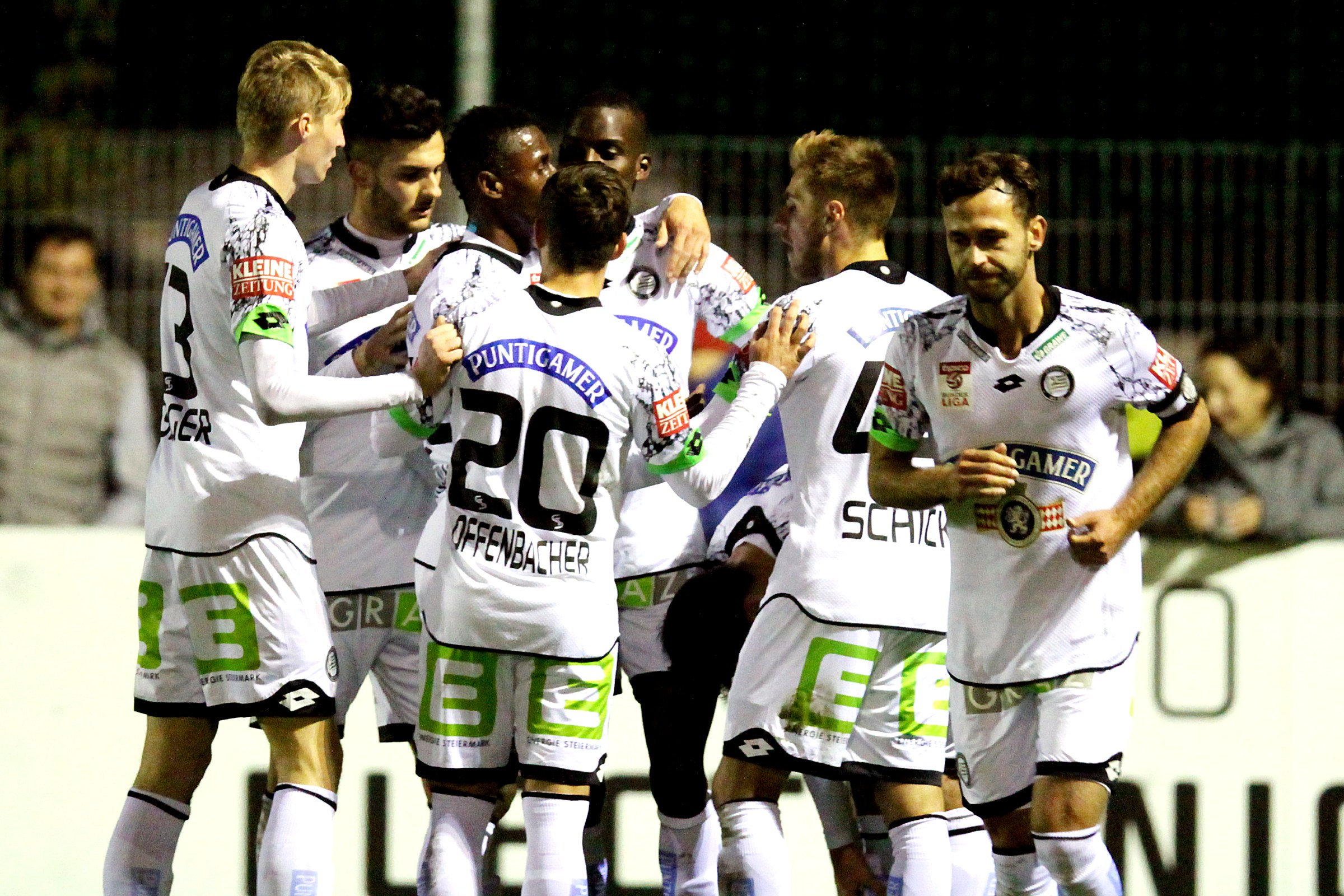
Dementsprechend groß war der Jubel seiner Mitspieler.

Die Auslosung brachte folgende Spielpaarungen:
| Datum      | Liga | Liga | Liga | Heimmannschaft | | Gastmannschaft | Ergebnis |
| ---------- | --- | --- | --- | --- | --- | --- | --- |
| 27.10.2015 | RL | – | BL | ASK Ebreichsdorf | – | SK Sturm Graz | 2:3 (0:1) |
|            | Torschützen: | Torschützen: | Torschützen: | 0:1 (13.) Thorsten Schick, 1:1 (73.) Christoph Monschein, 1:2 (83.) Josip Tadić, 2:2 (84.) Miodrag Vukajlovic, 2:3 (89.) Josip Tadić | 0:1 (13.) Thorsten Schick, 1:1 (73.) Christoph Monschein, 1:2 (83.) Josip Tadić, 2:2 (84.) Miodrag Vukajlovic, 2:3 (89.) Josip Tadić | 0:1 (13.) Thorsten Schick, 1:1 (73.) Christoph Monschein, 1:2 (83.) Josip Tadić, 2:2 (84.) Miodrag Vukajlovic, 2:3 (89.) Josip Tadić | 0:1 (13.) Thorsten Schick, 1:1 (73.) Christoph Monschein, 1:2 (83.) Josip Tadić, 2:2 (84.) Miodrag Vukajlovic, 2:3 (89.) Josip Tadić |
| 27.10.2015 | RL | – | EL | FC Stadlau | – | SKN St. Pölten | 0:4 (0:2) |
|            | Torschützen: | Torschützen: | Torschützen: | 0:1 (5.) Manuel Hartl, 0:2 (16.) Manuel Hartl, 0:3 (64.) Michael Ambichl, 0:4 (87.) Daniel Segovia | 0:1 (5.) Manuel Hartl, 0:2 (16.) Manuel Hartl, 0:3 (64.) Michael Ambichl, 0:4 (87.) Daniel Segovia | 0:1 (5.) Manuel Hartl, 0:2 (16.) Manuel Hartl, 0:3 (64.) Michael Ambichl, 0:4 (87.) Daniel Segovia | 0:1 (5.) Manuel Hartl, 0:2 (16.) Manuel Hartl, 0:3 (64.) Michael Ambichl, 0:4 (87.) Daniel Segovia |
| 27.10.2015 | L5 | – | BL | FC Lankowitz (LC) | – | FC Admira Wacker Mödling | 0:1 (0:1) |
|            | Torschütze: | Torschütze: | Torschütze: | 0:1 (16.) Stephan Zwierschitz | 0:1 (16.) Stephan Zwierschitz | 0:1 (16.) Stephan Zwierschitz | 0:1 (16.) Stephan Zwierschitz |
| 27.10.2015 | BL | – | BL | FC Red Bull Salzburg (M, C) | – | SV Ried | 4:2 (1:2) |
|            | Torschützen: | Torschützen: | Torschützen: | 0:1 (5., Elfmeter) Oliver Kragl, 0:2 (11.) Manuel Gavilán, 1:2 (31.) Jonatan Soriano, 2:2 (72.) Jonatan Soriano, 3:2 (88.) Valon Berisha, 4:2 (90.) Naby Keïta                                                                                         | 0:1 (5., Elfmeter) Oliver Kragl, 0:2 (11.) Manuel Gavilán, 1:2 (31.) Jonatan Soriano, 2:2 (72.) Jonatan Soriano, 3:2 (88.) Valon Berisha, 4:2 (90.) Naby Keïta                                                                                         | 0:1 (5., Elfmeter) Oliver Kragl, 0:2 (11.) Manuel Gavilán, 1:2 (31.) Jonatan Soriano, 2:2 (72.) Jonatan Soriano, 3:2 (88.) Valon Berisha, 4:2 (90.) Naby Keïta                                                                                         | 0:1 (5., Elfmeter) Oliver Kragl, 0:2 (11.) Manuel Gavilán, 1:2 (31.) Jonatan Soriano, 2:2 (72.) Jonatan Soriano, 3:2 (88.) Valon Berisha, 4:2 (90.) Naby Keïta                                                                                         |
| 27.10.2015 | EL | – | EL | FC Wacker Innsbruck | – | LASK Linz | 0:2 (0:2) |
|            | Torschützen: | Torschützen: | Torschützen: | 0:1 (21.) Nikola Dovedan, 0:2 (38.) René Gartler | 0:1 (21.) Nikola Dovedan, 0:2 (38.) René Gartler | 0:1 (21.) Nikola Dovedan, 0:2 (38.) René Gartler | 0:1 (21.) Nikola Dovedan, 0:2 (38.) René Gartler |
| 28.10.2015 | RL | – | BL | WSG Wattens | – | SV Mattersburg | 0:2 (0:1) |
|            | Torschützen: | Torschützen: | Torschützen: | 0:1 (11.) Mario Grgić, 0:2 (84.) Thorsten Röcher | 0:1 (11.) Mario Grgić, 0:2 (84.) Thorsten Röcher | 0:1 (11.) Mario Grgić, 0:2 (84.) Thorsten Röcher | 0:1 (11.) Mario Grgić, 0:2 (84.) Thorsten Röcher |
| 28.10.2015 | BL | – | EL | SK Rapid Wien | – | SV Austria Salzburg | 5:1 (2:0) |
|            | Torschützen: | Torschützen: | Torschützen: | 1:0 (8.) Philipp Schobesberger, 2:0 (10.) Philipp Schobesberger, 3:0 (69.) Philipp Prosenik, 3:1 (75.) Leonhard Kaufmann, 4:1 (81.) Tomi Correa, 5:1 (87.) Deni Alar                                                                                   | 1:0 (8.) Philipp Schobesberger, 2:0 (10.) Philipp Schobesberger, 3:0 (69.) Philipp Prosenik, 3:1 (75.) Leonhard Kaufmann, 4:1 (81.) Tomi Correa, 5:1 (87.) Deni Alar                                                                                   | 1:0 (8.) Philipp Schobesberger, 2:0 (10.) Philipp Schobesberger, 3:0 (69.) Philipp Prosenik, 3:1 (75.) Leonhard Kaufmann, 4:1 (81.) Tomi Correa, 5:1 (87.) Deni Alar                                                                                   | 1:0 (8.) Philipp Schobesberger, 2:0 (10.) Philipp Schobesberger, 3:0 (69.) Philipp Prosenik, 3:1 (75.) Leonhard Kaufmann, 4:1 (81.) Tomi Correa, 5:1 (87.) Deni Alar                                                                                   |
| 04.11.2015 | BL | – | BL | FK Austria Wien | – | SCR Altach | 2:1 (1:1) |
|            | Torschützen: | Torschützen: | Torschützen: | 0:1 (8.) Dominik Hofbauer, 1:1 (21.) Kevin Friesenbichler, 2:1 (82.) Kevin Friesenbichler | 0:1 (8.) Dominik Hofbauer, 1:1 (21.) Kevin Friesenbichler, 2:1 (82.) Kevin Friesenbichler | 0:1 (8.) Dominik Hofbauer, 1:1 (21.) Kevin Friesenbichler, 2:1 (82.) Kevin Friesenbichler | 0:1 (8.) Dominik Hofbauer, 1:1 (21.) Kevin Friesenbichler, 2:1 (82.) Kevin Friesenbichler |
| Legende:   | BL = Bundesliga (1. Leistungsstufe) – EL = Erste Liga (2. Leistungsstufe) – RL = Regionalliga (3. Leistungsstufe) – L5 = 5. Leistungsstufe M = amtierender Meister – C = amtierender Cupsieger n. V. = Nach Verlängerung – i. E. = im Elfmeterschießen | BL = Bundesliga (1. Leistungsstufe) – EL = Erste Liga (2. Leistungsstufe) – RL = Regionalliga (3. Leistungsstufe) – L5 = 5. Leistungsstufe M = amtierender Meister – C = amtierender Cupsieger n. V. = Nach Verlängerung – i. E. = im Elfmeterschießen | BL = Bundesliga (1. Leistungsstufe) – EL = Erste Liga (2. Leistungsstufe) – RL = Regionalliga (3. Leistungsstufe) – L5 = 5. Leistungsstufe M = amtierender Meister – C = amtierender Cupsieger n. V. = Nach Verlängerung – i. E. = im Elfmeterschießen | BL = Bundesliga (1. Leistungsstufe) – EL = Erste Liga (2. Leistungsstufe) – RL = Regionalliga (3. Leistungsstufe) – L5 = 5. Leistungsstufe M = amtierender Meister – C = amtierender Cupsieger n. V. = Nach Verlängerung – i. E. = im Elfmeterschießen | BL = Bundesliga (1. Leistungsstufe) – EL = Erste Liga (2. Leistungsstufe) – RL = Regionalliga (3. Leistungsstufe) – L5 = 5. Leistungsstufe M = amtierender Meister – C = amtierender Cupsieger n. V. = Nach Verlängerung – i. E. = im Elfmeterschießen | BL = Bundesliga (1. Leistungsstufe) – EL = Erste Liga (2. Leistungsstufe) – RL = Regionalliga (3. Leistungsstufe) – L5 = 5. Leistungsstufe M = amtierender Meister – C = amtierender Cupsieger n. V. = Nach Verlängerung – i. E. = im Elfmeterschießen | BL = Bundesliga (1. Leistungsstufe) – EL = Erste Liga (2. Leistungsstufe) – RL = Regionalliga (3. Leistungsstufe) – L5 = 5. Leistungsstufe M = amtierender Meister – C = amtierender Cupsieger n. V. = Nach Verlängerung – i. E. = im Elfmeterschießen |

## Viertelfinale

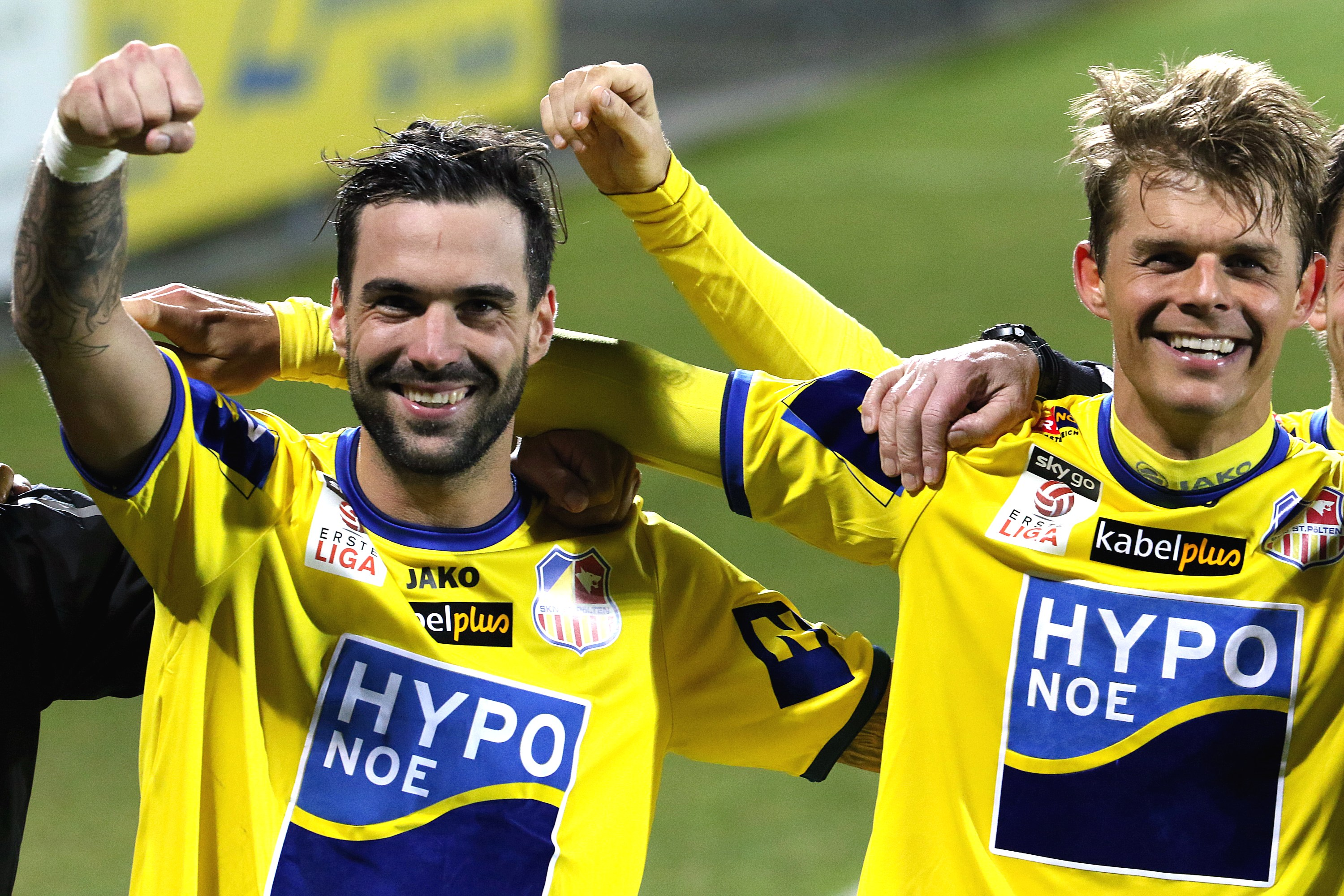
SKN St. Pölten überraschte in Mattersburg mit einem 2:1-Auswärtssieg. Die Torschützen Andreas Dober (links) und Tomasz Wisio hatten alle Grund zu jubeln.

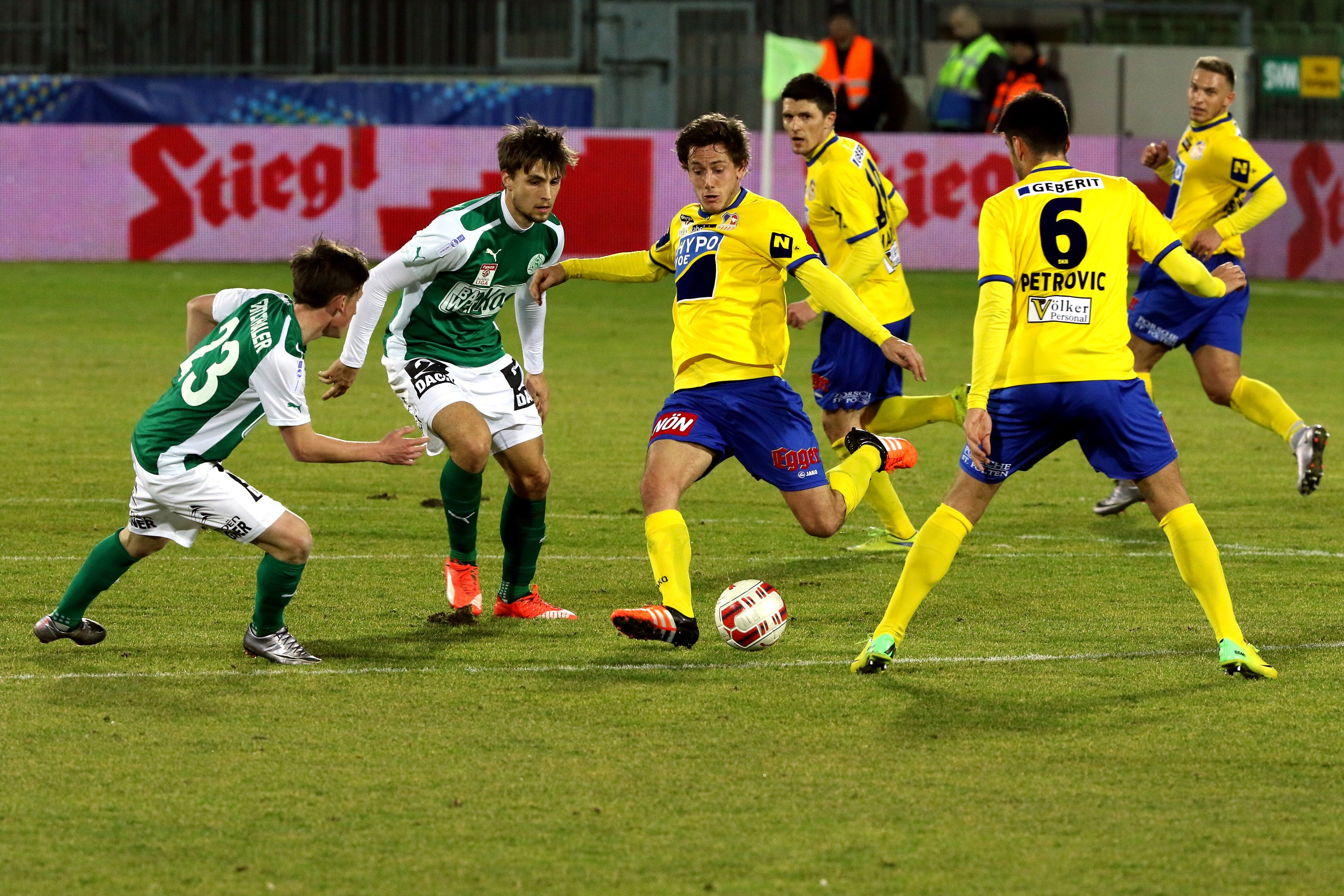
Spielszene aus Mattersburg: St. Pöltens Lukas Thürauer (Bildmitte) zieht an Thorsten Mahrer und Julius Ertlthaler (links) vorbei.

Das Viertelfinale wurde am 8. November 2015 von den österreichischen Radsportlern Bernhard Eisel und Felix Gall ausgelost. Die Spiele werden am 9. und 10. Februar 2016 ausgetragen.
Folgende Mannschaften haben sich qualifiziert:
| Bundesliga (6) | Erste Liga (2)               |
| --- | ---------------------------- |
| - FC Admira Wacker Mödling - SK Sturm Graz - SV Mattersburg - FC Red Bull Salzburg - SK Rapid Wien - FK Austria Wien | - SKN St. Pölten - LASK Linz |

### Spielpaarungen des Viertelfinales
Die Auslosung brachte folgende Spielpaarungen:
| Datum      | Liga | Liga | Liga | Heimmannschaft | | Gastmannschaft | Ergebnis |
| ---------- | --- | --- | --- | --- | --- | --- | --- |
| 09.02.2016 | BL | – | EL | SV Mattersburg | – | SKN St. Pölten | 1:2 (0:1) |
|            | Torschützen: | Torschützen: | Torschützen: | 0:1 (8.) Andreas Dober, 0:2 (57.) Tomasz Wisio, 1:2 (88.) Thorsten Röcher                                                       | 0:1 (8.) Andreas Dober, 0:2 (57.) Tomasz Wisio, 1:2 (88.) Thorsten Röcher                                                       | 0:1 (8.) Andreas Dober, 0:2 (57.) Tomasz Wisio, 1:2 (88.) Thorsten Röcher                                                       | 0:1 (8.) Andreas Dober, 0:2 (57.) Tomasz Wisio, 1:2 (88.) Thorsten Röcher                                                       |
| 09.02.2016 | BL | – | EL | FK Austria Wien | – | LASK Linz | 1:0 (1:0) |
|            | Torschützen: | Torschützen: | Torschützen: | 1:0 (21.) Kevin Friesenbichler                                                                                                  | 1:0 (21.) Kevin Friesenbichler                                                                                                  | 1:0 (21.) Kevin Friesenbichler                                                                                                  | 1:0 (21.) Kevin Friesenbichler                                                                                                  |
| 10.02.2016 | BL | – | BL | SK Rapid Wien | – | FC Admira Wacker Mödling | 0:1 (0:0) |
|            | Torschützen: | Torschützen: | Torschützen: | 0:1 (87.) Lukas Grozurek | 0:1 (87.) Lukas Grozurek | 0:1 (87.) Lukas Grozurek | 0:1 (87.) Lukas Grozurek |
| 10.02.2016 | BL | – | BL | SK Sturm Graz | – | FC Red Bull Salzburg (M, C) | 0:1 (0:1) |
|            | Torschützen: | Torschützen: | Torschützen: | 0:1 (29.) Stefan Lainer | 0:1 (29.) Stefan Lainer | 0:1 (29.) Stefan Lainer | 0:1 (29.) Stefan Lainer |
| Legende:   | BL = Bundesliga (1. Leistungsstufe) – EL = Erste Liga (2. Leistungsstufe) – M = amtierender Meister – C = amtierender Cupsieger | BL = Bundesliga (1. Leistungsstufe) – EL = Erste Liga (2. Leistungsstufe) – M = amtierender Meister – C = amtierender Cupsieger | BL = Bundesliga (1. Leistungsstufe) – EL = Erste Liga (2. Leistungsstufe) – M = amtierender Meister – C = amtierender Cupsieger | BL = Bundesliga (1. Leistungsstufe) – EL = Erste Liga (2. Leistungsstufe) – M = amtierender Meister – C = amtierender Cupsieger | BL = Bundesliga (1. Leistungsstufe) – EL = Erste Liga (2. Leistungsstufe) – M = amtierender Meister – C = amtierender Cupsieger | BL = Bundesliga (1. Leistungsstufe) – EL = Erste Liga (2. Leistungsstufe) – M = amtierender Meister – C = amtierender Cupsieger | BL = Bundesliga (1. Leistungsstufe) – EL = Erste Liga (2. Leistungsstufe) – M = amtierender Meister – C = amtierender Cupsieger |

## Halbfinale

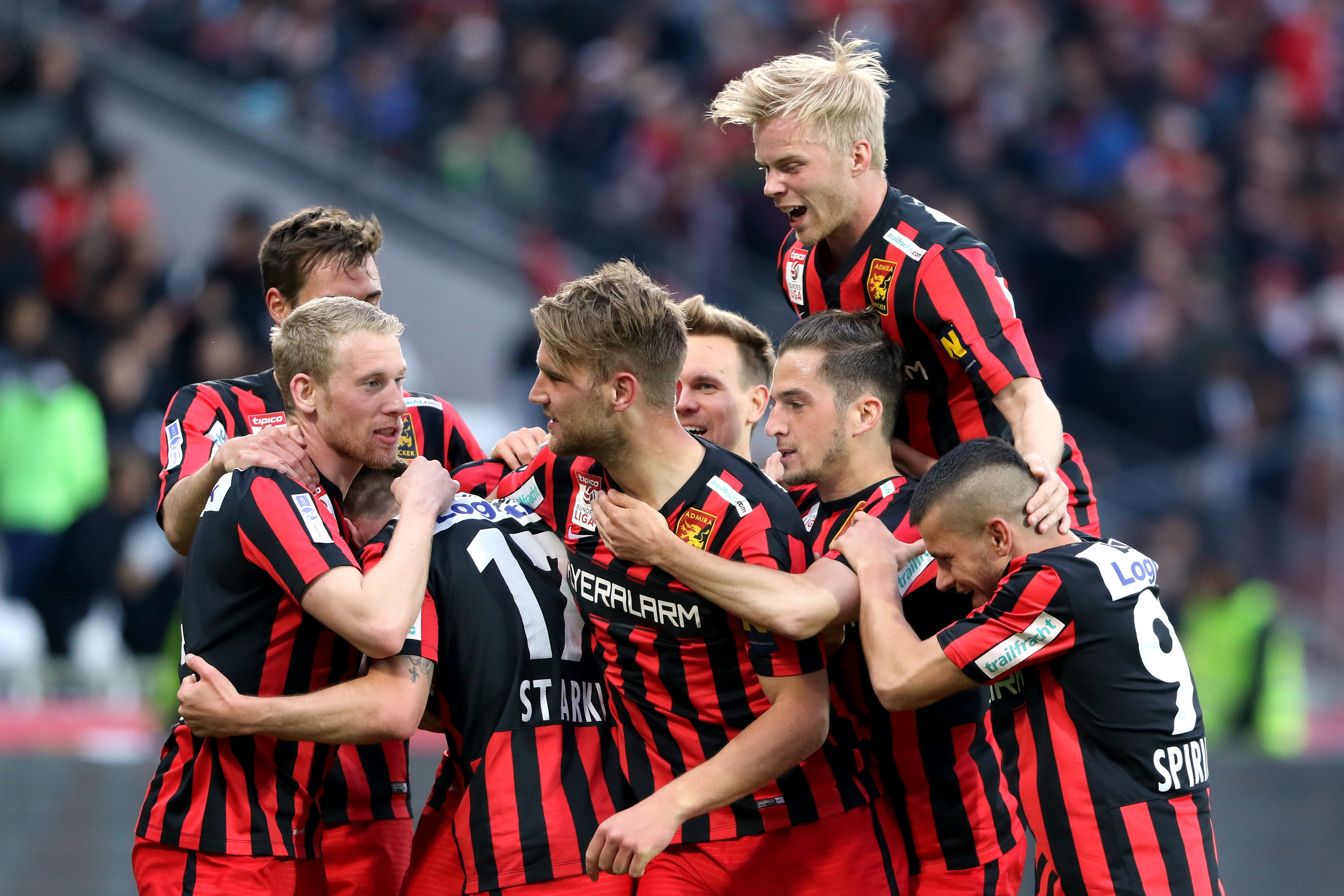
Die Spieler des FC Admira Wacker Mödling jubeln über das 2:1 durch Dominik Starkl (Dritter von links)

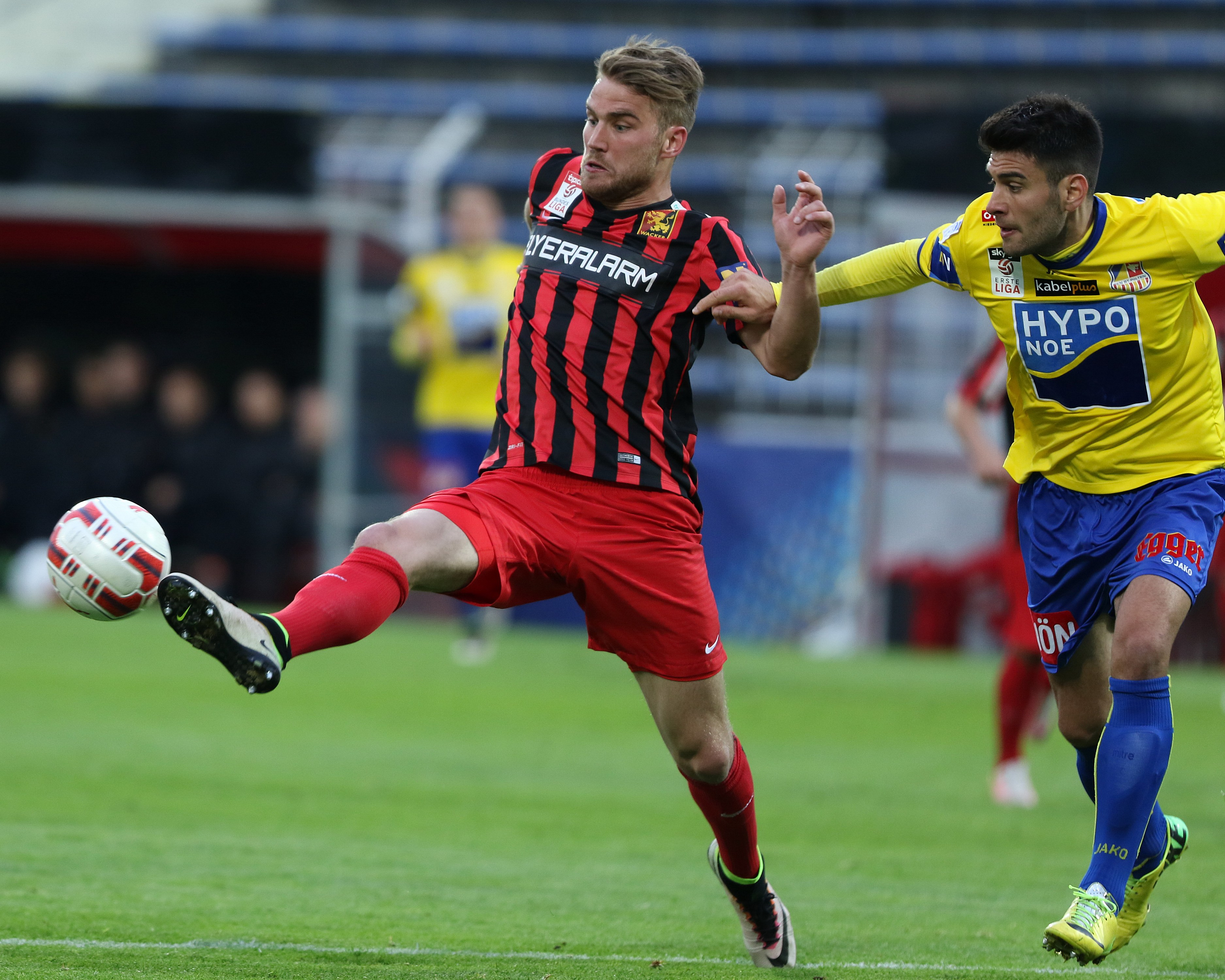
Lukas Grozurek (links), der das 1:1 erzielte, bei der Vorarbeit zum 2:1.

Folgende Mannschaften haben sich qualifiziert:
| Bundesliga (3)                                                      | Erste Liga (1)   |
| ------------------------------------------------------------------- | ---------------- |
| - FC Admira Wacker Mödling - FC Red Bull Salzburg - FK Austria Wien | - SKN St. Pölten |

Der SKN St. Pölten ist die einzige Mannschaft der zweithöchsten Leistungsstufe unter den letzten vier Teams.
Das Halbfinale wurde am 19./20. April 2016 ausgetragen.

### Spielpaarungen des Halbfinales
Die Auslosung wurde am 14. Februar 2016 im Rahmen der Aufzeichnung der ORF-Sendung Sport am Sonntag durchgeführt. Die Ziehung wurde durch den ehemaligen Fußballtrainer Hermann Stessl und den ehemaligen Fußballspieler Kurt Gager vorgenommen und brachte folgende Spielpaarungen:
| Datum      | Liga | Liga | Liga | Heimmannschaft | | Gastmannschaft | Ergebnis |
| ---------- | --- | --- | --- | --- | --- | --- | --- |
| 19.04.2016 | BL | – | EL | FC Admira Wacker Mödling | – | SKN St. Pölten | 2:1 (0:0) |
|            | Torschützen: | Torschützen: | Torschützen: | 0:1 (50.) Manuel Hartl, 1:1 (53.) Lukas Grozurek, 2:1 (59.) Dominik Starkl | 0:1 (50.) Manuel Hartl, 1:1 (53.) Lukas Grozurek, 2:1 (59.) Dominik Starkl | 0:1 (50.) Manuel Hartl, 1:1 (53.) Lukas Grozurek, 2:1 (59.) Dominik Starkl | 0:1 (50.) Manuel Hartl, 1:1 (53.) Lukas Grozurek, 2:1 (59.) Dominik Starkl |
| 20.04.2016 | BL | – | BL | FC Red Bull Salzburg (M, C) | – | FK Austria Wien | 5:2 (0:1) |
|            | Torschützen: | Torschützen: | Torschützen: | 0:1 (12.) Lucas Venuto, 1:1 (57.) Jonatan Soriano, 2:1 (60.) Andreas Ulmer, 3:1 (73., Eigentor) Jens Stryger Larsen, 4:1 (81.) Konrad Laimer, 4:2 (83.) Alexander Grünwald, 5:2 (87.) Konrad Laimer | 0:1 (12.) Lucas Venuto, 1:1 (57.) Jonatan Soriano, 2:1 (60.) Andreas Ulmer, 3:1 (73., Eigentor) Jens Stryger Larsen, 4:1 (81.) Konrad Laimer, 4:2 (83.) Alexander Grünwald, 5:2 (87.) Konrad Laimer | 0:1 (12.) Lucas Venuto, 1:1 (57.) Jonatan Soriano, 2:1 (60.) Andreas Ulmer, 3:1 (73., Eigentor) Jens Stryger Larsen, 4:1 (81.) Konrad Laimer, 4:2 (83.) Alexander Grünwald, 5:2 (87.) Konrad Laimer | 0:1 (12.) Lucas Venuto, 1:1 (57.) Jonatan Soriano, 2:1 (60.) Andreas Ulmer, 3:1 (73., Eigentor) Jens Stryger Larsen, 4:1 (81.) Konrad Laimer, 4:2 (83.) Alexander Grünwald, 5:2 (87.) Konrad Laimer |
| Legende:   | BL = Bundesliga (1. Leistungsstufe) – EL = Erste Liga (2. Leistungsstufe) – M = amtierender Meister – C = amtierender Cupsieger | BL = Bundesliga (1. Leistungsstufe) – EL = Erste Liga (2. Leistungsstufe) – M = amtierender Meister – C = amtierender Cupsieger | BL = Bundesliga (1. Leistungsstufe) – EL = Erste Liga (2. Leistungsstufe) – M = amtierender Meister – C = amtierender Cupsieger | BL = Bundesliga (1. Leistungsstufe) – EL = Erste Liga (2. Leistungsstufe) – M = amtierender Meister – C = amtierender Cupsieger                                                                     | BL = Bundesliga (1. Leistungsstufe) – EL = Erste Liga (2. Leistungsstufe) – M = amtierender Meister – C = amtierender Cupsieger                                                                     | BL = Bundesliga (1. Leistungsstufe) – EL = Erste Liga (2. Leistungsstufe) – M = amtierender Meister – C = amtierender Cupsieger                                                                     | BL = Bundesliga (1. Leistungsstufe) – EL = Erste Liga (2. Leistungsstufe) – M = amtierender Meister – C = amtierender Cupsieger                                                                     |

## Endspiel

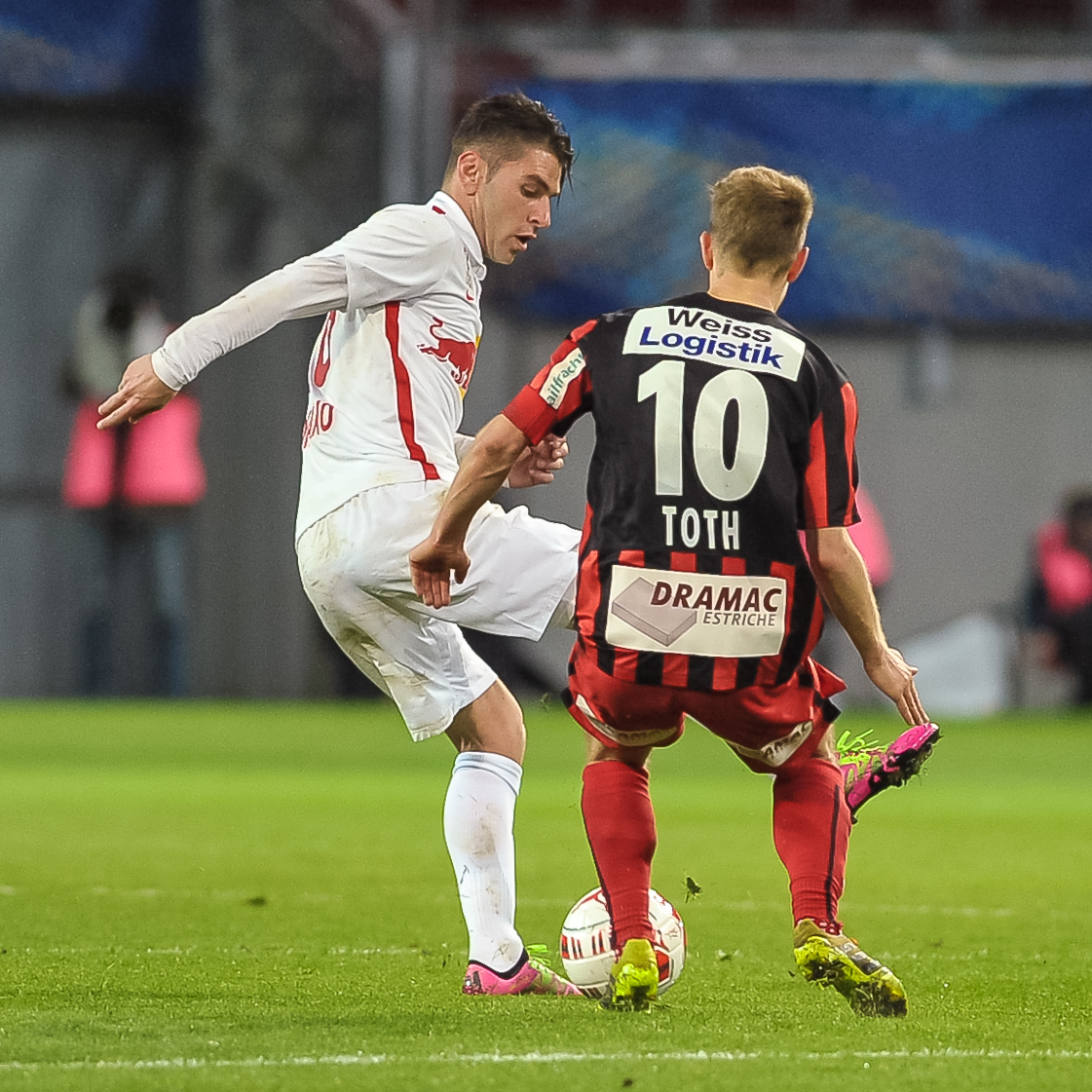
Jonathan Soriano (links im Duell mit Daniel Toth) war nicht nur der überragende Spieler im Finale, sondern im gesamten Bewerb.

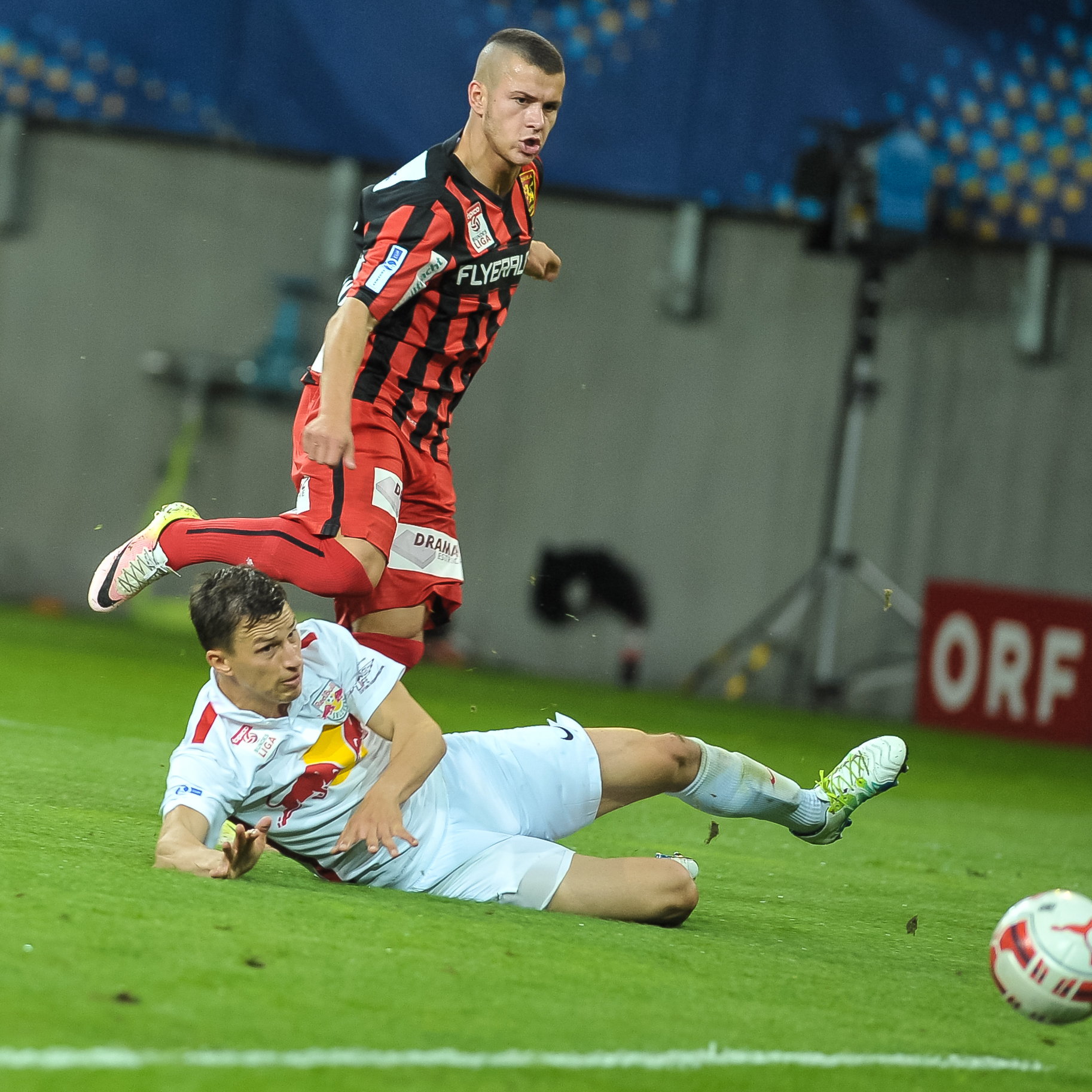
Admira Wacker Mödling (hier Srđan Spiridonović) war nur in diesem Bild obenauf, sonst setzten sich die Salzburger (hier Stefan Lainer) klar durch.

Das Endspiel wurde am 19. Mai 2016 im Klagenfurter Wörthersee Stadion ausgetragen. Dabei traf der FC Admira Wacker Mödling auf den FC Red Bull Salzburg. Fur die Salzburger war es das dritte Cupendspiel in Folge; sie gewannen das dritte Double in Serie. Die Admiraner standen nach 2009 wieder einmal im Endspiel. Den letzten Cupsieg errang Admira vor 50 Jahren am 8. Juni 1966 (1:0 gegen den SK Rapid Wien).
| Paarung                   | FC Admira Wacker Mödling – FC Red Bull Salzburg |
| Ergebnis                  | 0:5 (0:2) |
| Datum                     | 19. Mai 2016 um 20:30 Uhr |
| Stadion                   | Wörthersee Stadion, Klagenfurt |
| Zuschauer                 | 10.200 |
| Schiedsrichter            | Robert Schörgenhofer (Dornbirn) |
| Schiedsrichterassistenten | Matthias Winsauer, Michael Baumann |
| Vierter Offizieller       | Dominik Ouschan |
| Tore                      | 0:1 Jonatan Soriano (7.), 0:2 Naby Keïta (28.), 0:3 Jonatan Soriano (65.), 0:4 Konrad Laimer (73.), 0:5 Jonatan Soriano (86., Elfmeter) |
| FC Admira Wacker Mödling  | Jörg Siebenhandl – Stephan Zwierschitz, Markus Lackner, Markus Wostry, Patrick Wessely – Christoph Knasmüllner (74., Eldis Bajrami), Daniel Toth – Dominik Starkl, Lukas Grozurek (87. Manuel Maranda), Srđan Spiridonović (68. Philipp Malicsek) – Christoph Monschein Cheftrainer: Ernst Baumeister und Oliver Lederer |
| 'FC Red Bull Salzburg'    | Alexander Walke – Stefan Lainer, Paulo Miranda, Duje Ćaleta-Car, Andreas Ulmer (16. Benno Schmitz) – Bernardo – Valentino Lazaro, Konrad Laimer, Naby Keïta (69. Takumi Minamino), Valon Berisha – Jonatan Soriano (87. Yordy Reyna) Cheftrainer: Óscar García                                                           |
| Gelbe Karten              | Daniel Toth (61., Foul), Dominik Starkl (72., Foul) – keine |
| Besonderheiten            | Quellen |

## Grafische Übersicht ab dem Achtelfinale
|  | Achtelfinale 27./28. Oktober 2015 | Achtelfinale 27./28. Oktober 2015 | Achtelfinale 27./28. Oktober 2015 |                          |   | Viertelfinale 9./10. Februar 2016 | Viertelfinale 9./10. Februar 2016 | Viertelfinale 9./10. Februar 2016 |  |  | Halbfinale 19./20. April 2016 | Halbfinale 19./20. April 2016 | Halbfinale 19./20. April 2016 |  |  | Endspiel 19. Mai 2016 | Endspiel 19. Mai 2016 | Endspiel 19. Mai 2016 |
|  |                                   |                                   |                                   |                          |   |                                   |                                   |                                   |  |  |                               |                               |                               |  |  |                       |                       |                       |
|  |                                   | FC Lankowitz                      | 0                                 |                          |   |                                   |                                   |                                   |  |  |                               |                               |                               |  |  |                       |                       |                       |
|  |                                   | FC Admira Wacker Mödling          | 1                                 |                          |   |                                   |                                   |                                   |  |  |                               |                               |                               |  |  |                       |                       |                       |
|  |                                   | FC Admira Wacker Mödling          | 1                                 | SK Rapid Wien            | 0 |                                   |                                   |                                   |  |  |                               |                               |                               |  |  |                       |                       |                       |
|  |                                   |                                   |                                   | SK Rapid Wien            | 0 |                                   |                                   |                                   |  |  |                               |                               |                               |  |  |                       |                       |                       |
|  |                                   |                                   |                                   | FC Admira Wacker Mödling | 1 |                                   |                                   |                                   |  |  |                               |                               |                               |  |  |                       |                       |                       |
|  |                                   | SK Rapid Wien                     | 5                                 | FC Admira Wacker Mödling | 1 |                                   |                                   |                                   |  |  |                               |                               |                               |  |  |                       |                       |                       |
|  |                                   |                                   |                                   |                          |   |                                   |                                   |                                   |  |  |                               |                               |                               |  |  |                       |                       |                       |
|  |                                   | SV Austria Salzburg               | 1                                 |                          |   |                                   |                                   |                                   |  |  |                               |                               |                               |  |  |                       |                       |                       |
|  |                                   | SV Austria Salzburg               | 1                                 | FC Admira Wacker Mödling | 2 |                                   |                                   |                                   |  |  |                               |                               |                               |  |  |                       |                       |                       |
|  |                                   |                                   |                                   | FC Admira Wacker Mödling | 2 |                                   |                                   |                                   |  |  |                               |                               |                               |  |  |                       |                       |                       |
|  |                                   |                                   | SKN St. Pölten                    | 1                        |   |                                   |                                   |                                   |  |  |                               |                               |                               |  |  |                       |                       |                       |
|  |                                   | WSG Wattens                       | SKN St. Pölten                    | 1                        | 0 |                                   |                                   |                                   |  |  |                               |                               |                               |  |  |                       |                       |                       |
|  |                                   |                                   |                                   |                          | 0 |                                   |                                   |                                   |  |  |                               |                               |                               |  |  |                       |                       |                       |
|  |                                   | SV Mattersburg                    | 2                                 |                          |   |                                   |                                   |                                   |  |  |                               |                               |                               |  |  |                       |                       |                       |
|  |                                   | SV Mattersburg                    | 2                                 | SV Mattersburg           | 0 |                                   |                                   |                                   |  |  |                               |                               |                               |  |  |                       |                       |                       |
|  |                                   |                                   |                                   | SV Mattersburg           | 0 |                                   |                                   |                                   |  |  |                               |                               |                               |  |  |                       |                       |                       |
|  |                                   |                                   |                                   | SKN St. Pölten           | 2 |                                   |                                   |                                   |  |  |                               |                               |                               |  |  |                       |                       |                       |
|  |                                   | FC Stadlau                        | 0                                 | SKN St. Pölten           | 2 |                                   |                                   |                                   |  |  |                               |                               |                               |  |  |                       |                       |                       |
|  |                                   |                                   |                                   |                          |   |                                   |                                   |                                   |  |  |                               |                               |                               |  |  |                       |                       |                       |
|  |                                   | SKN St. Pölten                    | 4                                 |                          |   |                                   |                                   |                                   |  |  |                               |                               |                               |  |  |                       |                       |                       |
|  |                                   | SKN St. Pölten                    | 4                                 | FC Admira Wacker Mödling | 0 |                                   |                                   |                                   |  |  |                               |                               |                               |  |  |                       |                       |                       |
|  |                                   |                                   |                                   |                          |   |                                   |                                   |                                   |  |  |                               |                               |                               |  |  |                       |                       |                       |
|  |                                   |                                   | FC Red Bull Salzburg              | 5                        |   |                                   |                                   |                                   |  |  |                               |                               |                               |  |  |                       |                       |                       |
|  |                                   | FK Austria Wien                   | FC Red Bull Salzburg              | 5                        | 2 |                                   |                                   |                                   |  |  |                               |                               |                               |  |  |                       |                       |                       |
|  |                                   |                                   |                                   |                          | 2 |                                   |                                   |                                   |  |  |                               |                               |                               |  |  |                       |                       |                       |
|  |                                   | SCR Altach                        | 1                                 |                          |   |                                   |                                   |                                   |  |  |                               |                               |                               |  |  |                       |                       |                       |
|  |                                   | SCR Altach                        | 1                                 | FK Austria Wien          | 1 |                                   |                                   |                                   |  |  |                               |                               |                               |  |  |                       |                       |                       |
|  |                                   |                                   |                                   | FK Austria Wien          | 1 |                                   |                                   |                                   |  |  |                               |                               |                               |  |  |                       |                       |                       |
|  |                                   |                                   |                                   | LASK Linz                | 0 |                                   |                                   |                                   |  |  |                               |                               |                               |  |  |                       |                       |                       |
|  |                                   | FC Wacker Innsbruck               | 0                                 | LASK Linz                | 0 |                                   |                                   |                                   |  |  |                               |                               |                               |  |  |                       |                       |                       |
|  |                                   |                                   |                                   |                          |   |                                   |                                   |                                   |  |  |                               |                               |                               |  |  |                       |                       |                       |
|  |                                   | LASK Linz                         | 2                                 |                          |   |                                   |                                   |                                   |  |  |                               |                               |                               |  |  |                       |                       |                       |
|  |                                   | LASK Linz                         | 2                                 | FC Red Bull Salzburg     | 5 |                                   |                                   |                                   |  |  |                               |                               |                               |  |  |                       |                       |                       |
|  |                                   |                                   |                                   | FC Red Bull Salzburg     | 5 |                                   |                                   |                                   |  |  |                               |                               |                               |  |  |                       |                       |                       |
|  |                                   |                                   | FK Austria Wien                   | 2                        |   |                                   |                                   |                                   |  |  |                               |                               |                               |  |  |                       |                       |                       |
|  |                                   | ASK Ebreichsdorf                  | FK Austria Wien                   | 2                        | 2 |                                   |                                   |                                   |  |  |                               |                               |                               |  |  |                       |                       |                       |
|  |                                   |                                   |                                   |                          |   |                                   |                                   |                                   |  |  |                               |                               |                               |  |  |                       |                       |                       |
|  |                                   | SK Sturm Graz                     | 3                                 |                          |   |                                   |                                   |                                   |  |  |                               |                               |                               |  |  |                       |                       |                       |
|  |                                   | SK Sturm Graz                     | 3                                 | SK Sturm Graz            | 0 |                                   |                                   |                                   |  |  |                               |                               |                               |  |  |                       |                       |                       |
|  |                                   |                                   |                                   | SK Sturm Graz            | 0 |                                   |                                   |                                   |  |  |                               |                               |                               |  |  |                       |                       |                       |
|  |                                   |                                   |                                   | FC Red Bull Salzburg     | 1 |                                   |                                   |                                   |  |  |                               |                               |                               |  |  |                       |                       |                       |
|  |                                   | FC Red Bull Salzburg              | 4                                 | FC Red Bull Salzburg     | 1 |                                   |                                   |                                   |  |  |                               |                               |                               |  |  |                       |                       |                       |
|  |                                   |                                   |                                   |                          |   |                                   |                                   |                                   |  |  |                               |                               |                               |  |  |                       |                       |                       |
|  |                                   | SV Ried                           | 2                                 |                          |   |                                   |                                   |                                   |  |  |                               |                               |                               |  |  |                       |                       |                       |

## Torschützenliste

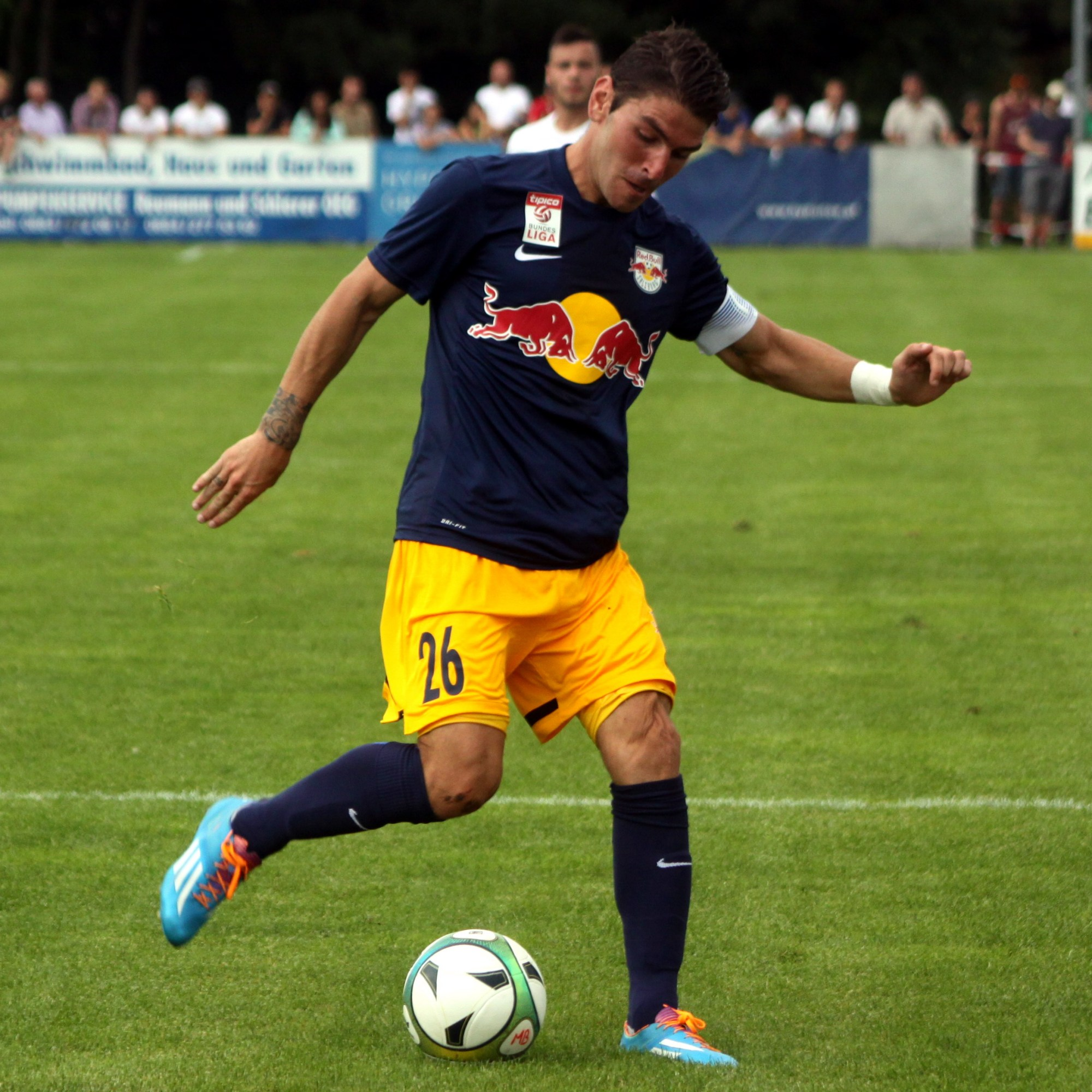
Überlegener Torschützenkönig mit zehn Treffer: Jonatan Soriano

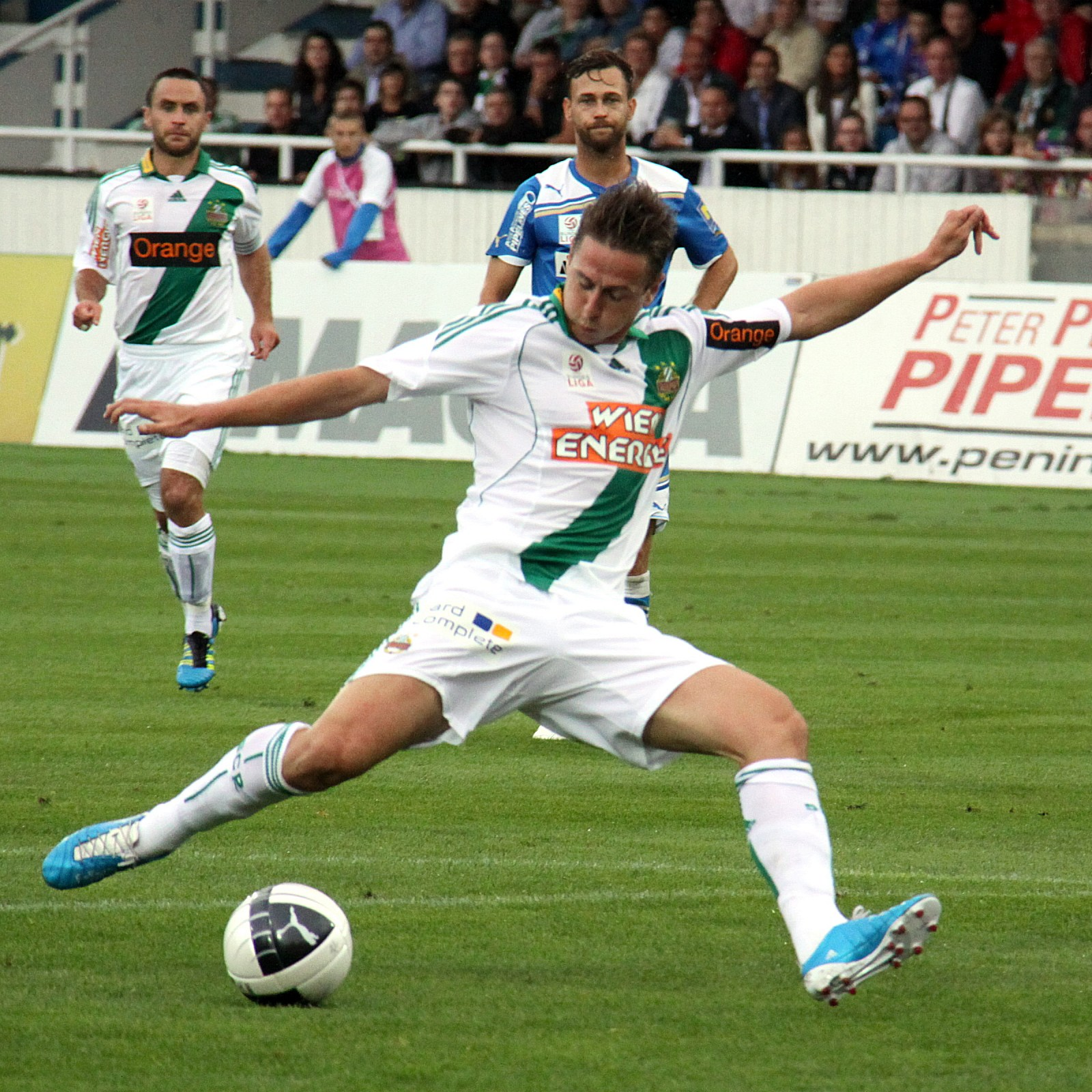
René Gartler (LASK Linz) war fünfmal erfolgreich

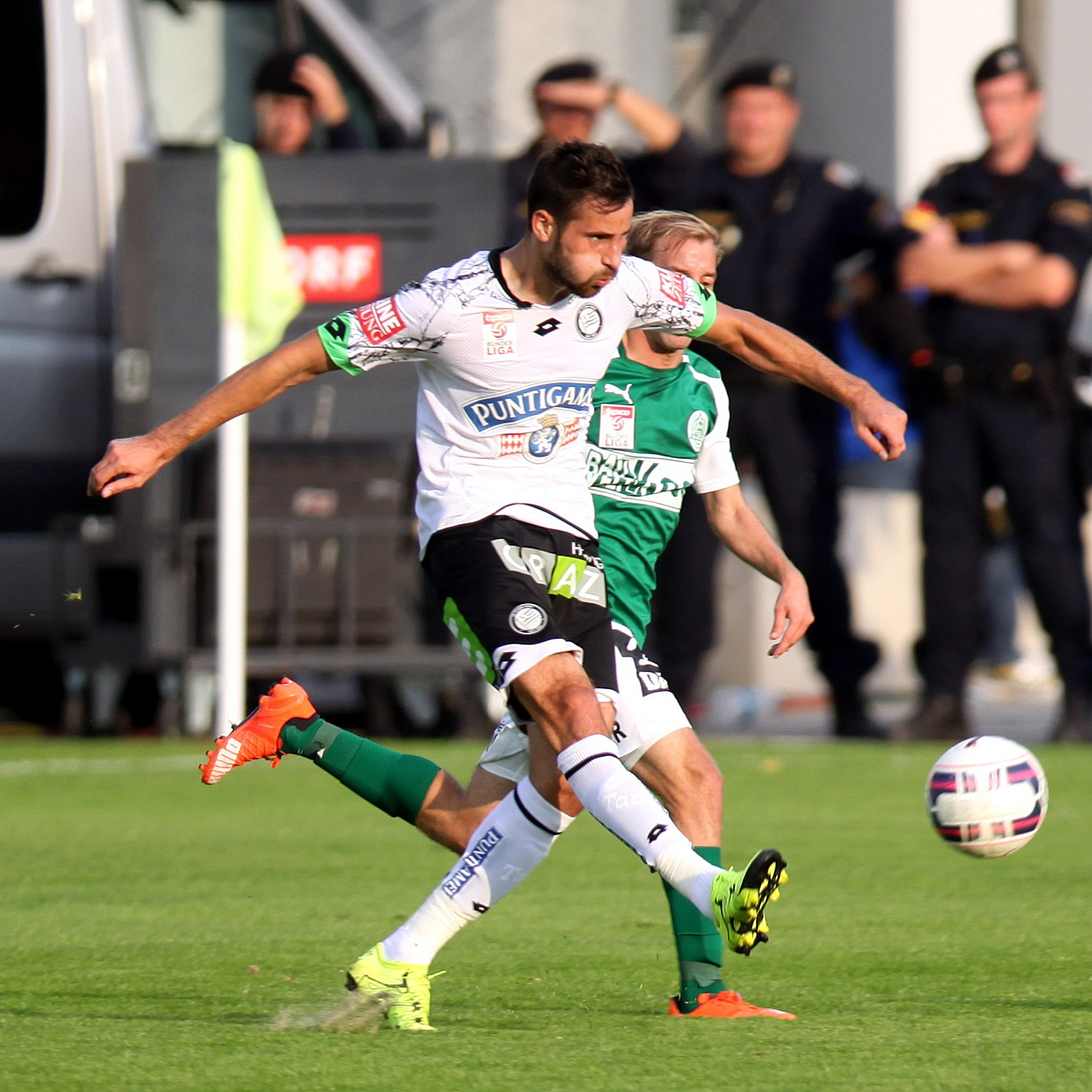
Ebenfalls fünf Tore erzielte Josip Tadić (SK Sturm Graz)

Überlegener Torschützenkönig wurde Jonatan Soriano vom Cupsieger FC Red Bull Salzburg mit zehn Treffern aus sieben Spielen. Mit deutlichem Respektabstand dahinter folgen René Gartler (LASK Linz), Manuel Gavilán (SV Ried) und Josip Tadić (SK Sturm Graz), die fünf Treffer erzielt haben. Gartler und Gavilán sowie Daniel Sikorski (SV Ried) und Miroslaw Slawow (Kremser SC) gelangen dabei das Kunststück in einem Spiel vier Treffer zu erzielen.
| Rang                      | Spieler                  | Natio- nalität | Verein                                                        | Tore gesamt | davon in Runde | davon in Runde | davon in Runde | davon in Runde | davon in Runde | davon in Runde |
| Rang                      | Spieler                  | Natio- nalität | Verein                                                        | Tore gesamt | 1.             | 2.             | 3.             | 4.             | 5.             | 6.             |
| ------------------------- | ------------------------ | -------------- | ------------------------------------------------------------- | ----------- | -------------- | -------------- | -------------- | -------------- | -------------- | -------------- |
| 01.                       | Jonatan Soriano          | Spanien        | FC Red Bull Salzburg                                          | 100         | 3              | 1              | 2              | 0              | 1              | 3              |
| 02.                       | René Gartler             | Osterreich     | LASK Linz                                                     | 5           | 4              | 0              | 1              | 0              | –              | –              |
| 02.                       | Manuel Gavilán           | Spanien        | SV Ried                                                       | 5           | 4              | 0              | 1              | –              | –              | –              |
| 02.                       | Josip Tadić              | Kroatien       | SK Sturm Graz (bis 01/2016)                                   | 5           | 2              | 1              | 2              | –              | –              | –              |
| 5.                        | Daniel Sikorski          | Osterreich     | SV Ried                                                       | 4           | 4              | 0              | 0              | –              | –              | –              |
| 5.                        | Miroslaw Slawow          | Ukraine        | Kremser SC (bis 01/2016)                                      | 4           | 4              | 0              | –              | –              | –              | –              |
| 5.                        | Kevin Friesenbichler     | Osterreich     | FK Austria Wien                                               | 4           | 0              | 1              | 2              | 1              | 0              | –              |
| 08.                       | Donis Avdijaj            | Deutschland    | SK Sturm Graz                                                 | 3           | 1              | 2              | 0              | 0              | –              | –              |
| 08.                       | Andreas Bammer           | Osterreich     | SV Austria Salzburg                                           | 3           | 0              | 3              | 0              | –              | –              | –              |
| 08.                       | Marco Djuricin           | Osterreich     | FC Red Bull Salzburg                                          | 3           | 3              | –              | –              | –              | –              | –              |
| 08.                       | Alexander Frank          | Osterreich     | Floridsdorfer AC (bis 12/2015) FK Austria Wien (ab 01/2016)   | 3           | 3              | 0              | 0              | 0              | –              | –              |
| 08.                       | Manuel Hartl             | Osterreich     | SKN St. Pölten                                                | 3           | 0              | 0              | 2              | 0              | 1              | –              |
| 08.                       | Florian Kainz            | Osterreich     | SK Rapid Wien                                                 | 3           | 2              | 1              | 0              | 0              | –              | –              |
| 08.                       | Mario Krimbacher         | Osterreich     | TSV St. Johann                                                | 3           | 3              | 0              | –              | –              | –              | –              |
| 08.                       | Konrad Laimer            | Osterreich     | FC Red Bull Salzburg                                          | 3           | 0              | 0              | 0              | 0              | 2              | 1              |
| 08.                       | Philipp Schobesberger    | Osterreich     | SK Rapid Wien                                                 | 3           | 1              | 0              | 2              | 0              | –              | –              |
| 08.                       | Simon Zangerl            | Osterreich     | WSG Wattens                                                   | 3           | 3              | 0              | 0              | –              | –              | –              |
| 17.                       | Lukas Grozurek           | Osterreich     | FC Admira Wacker Mödling                                      | 2           | 0              | 0              | 0              | 1              | 1              | 0              |
| 17.                       | Naby Keïta               | Guinea-a       | FC Red Bull Salzburg                                          | 2           | 0              | 0              | 1              | 0              | 0              | 1              |
| 17.                       | Takumi Minamino          | Japan          | FC Red Bull Salzburg                                          | 2           | 1              | 1              | 0              | 0              | 0              | 0              |
| 17.                       | Dominik Starkl           | Osterreich     | FC Admira Wacker Mödling                                      | 2           | 0              | 0              | 1              | 0              | 1              | 0              |
| 17.                       | Peter Žulj               | Osterreich     | Wolfsberger AC (bis 08/2015) FC Admira Wacker M. (ab 09/2015) | 2           | 2              | 0              | 0              | 0              | 0              | 0              |
| 17.                       | Stephan Zwierschitz      | Osterreich     | FC Admira Wacker Mödling                                      | 2           | 1              | 0              | 1              | 0              | 0              | 0              |
| 17.                       | … und 18 weitere Spieler |                |                                                               |             |                |                |                |                |                |                |
| Endstand vom 19. Mai 2016 |                          |                |                                                               |             |                |                |                |                |                |                |

## Schiedsrichter

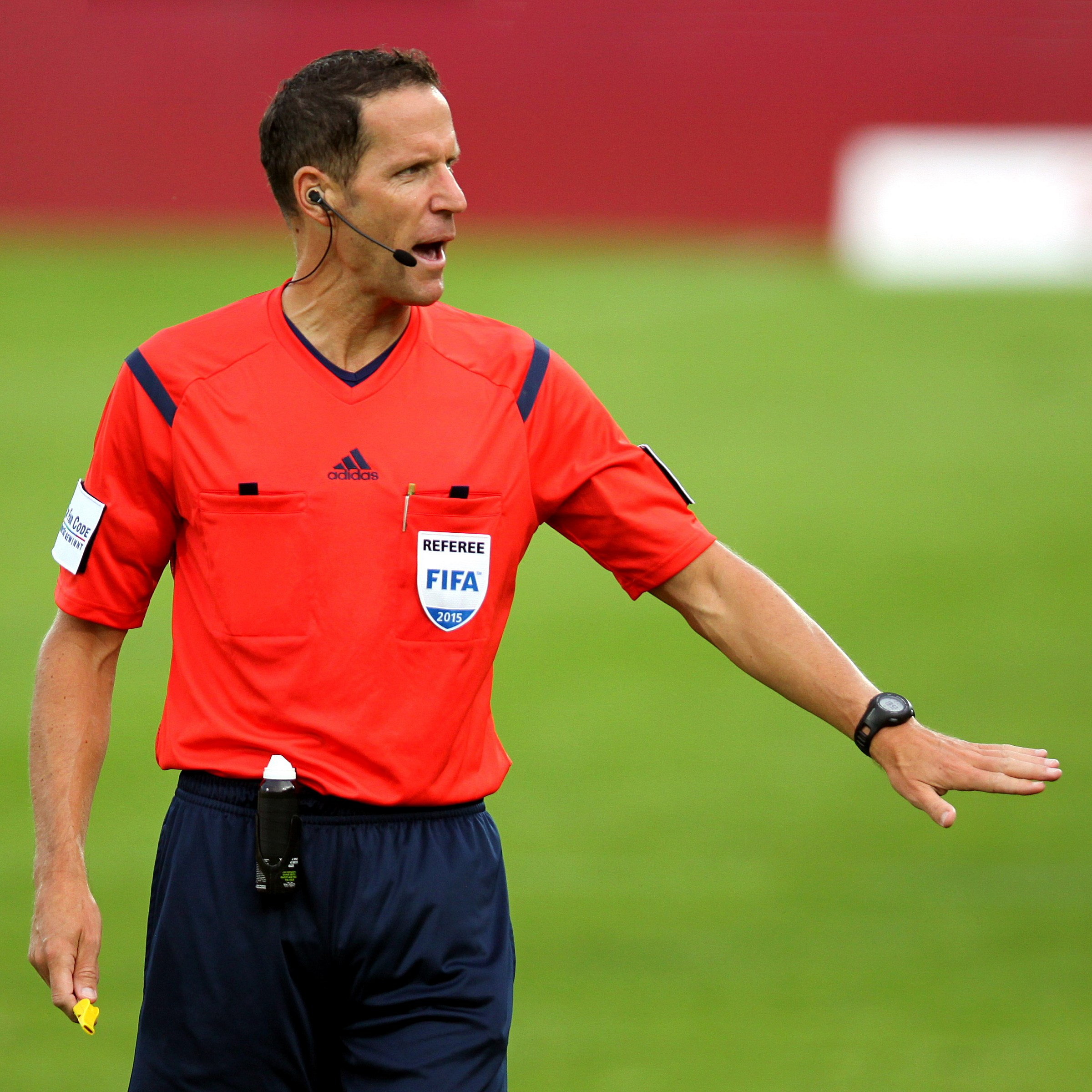
FIFA-Schiedsrichter Robert Schörgenhofer leitete das Endspiel und drei weitere Begegnungen

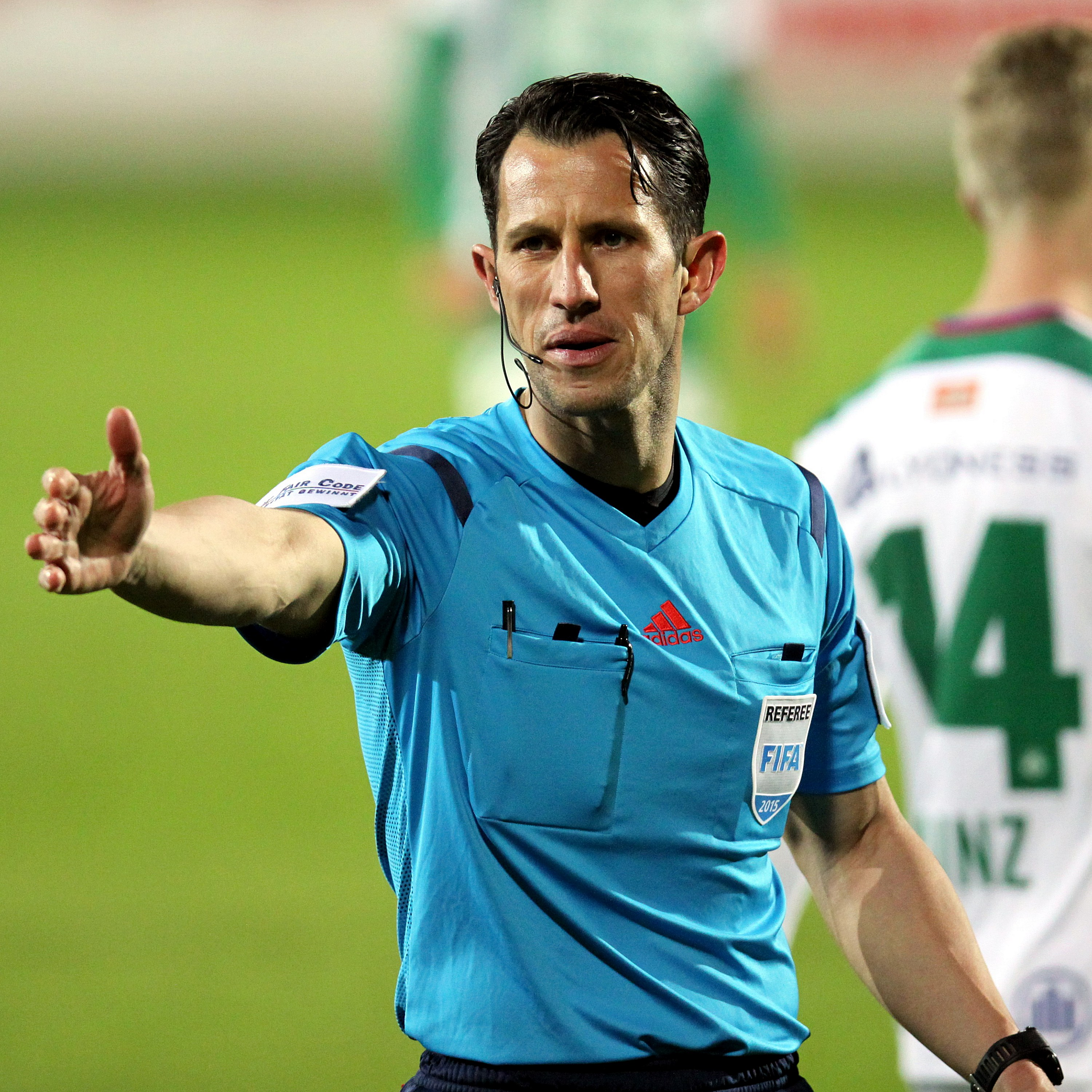
Alexander Harkam leitete bereits fünf Spiele

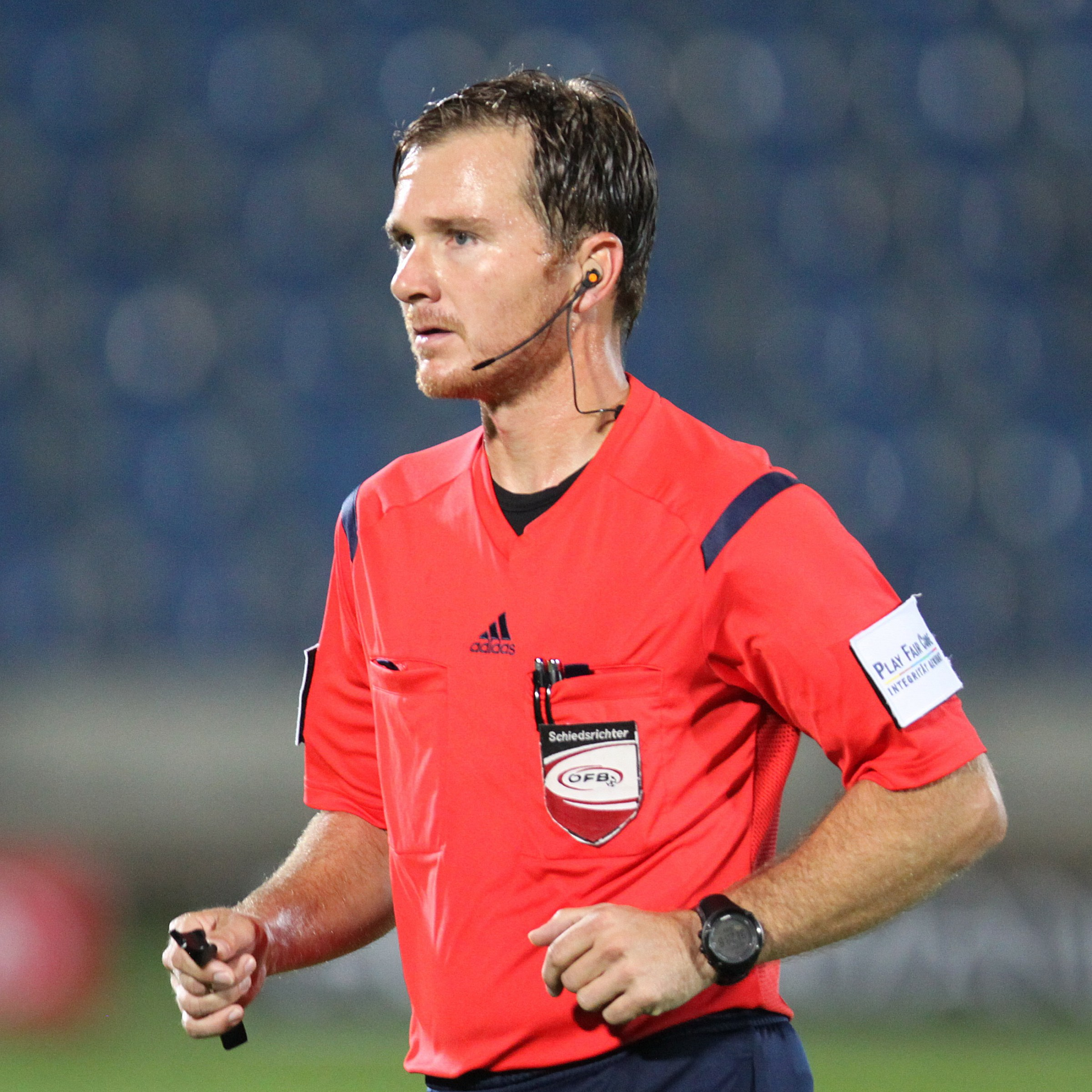
Ebenfalls dreimal im Einsatz: Dieter Muckenhammer

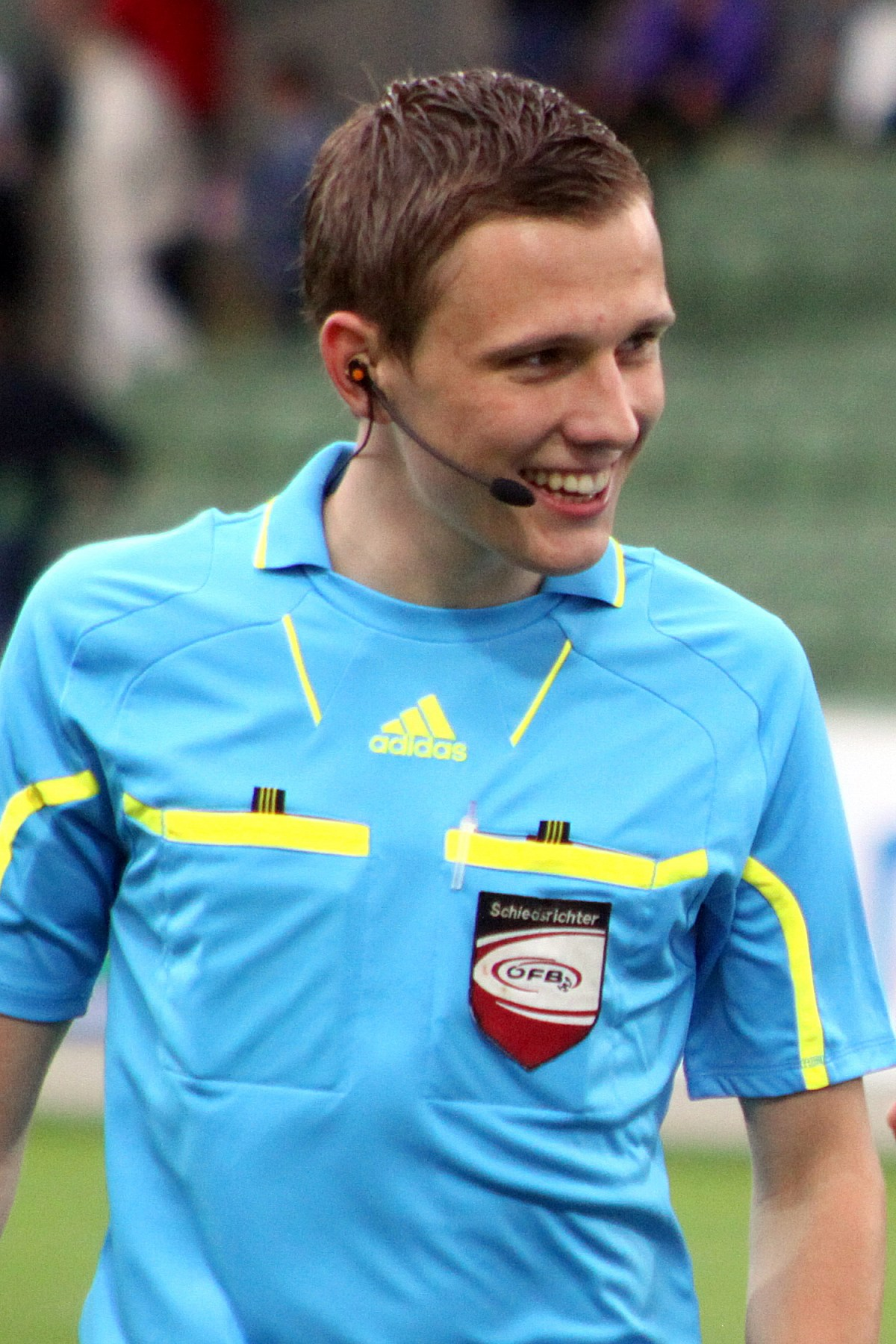
Drei Platzverweise: Sebastian Gishamer

| Name                      | geboren    | Spiele | gelbe Karten | gelb-rote Karten | rote Karten |
| ------------------------- | ---------- | ------ | ------------ | ---------------- | ----------- |
| Alexander Harkam          | 17.11.1981 | 5      | 25           | –                | 2           |
| Christopher Jäger         | 23.01.1985 | 4      | 09           | 1                | 1           |
| Robert Schörgenhofer      | 21.02.1973 | 4      | 13           | –                | –           |
| Markus Hameter            | 11.04.1980 | 3      | 10           | –                | –           |
| Andreas Kollegger         | 04.08.1981 | 3      | 16           | 1                | –           |
| Harald Lechner            | 30.07.1982 | 3      | 06           | –                | –           |
| Dieter Muckenhammer       | 12.02.1981 | 3      | 10           | –                | –           |
| Manuel Schüttengruber     | 20.07.1983 | 3      | 18           | 1                | 1           |
| Helmut Trattnig           | 01.09.1983 | 3      | 10           | –                | –           |
| Julian Weinberger         | 14.02.1985 | 3      | 12           | –                | 1           |
| Christian-Petru Ciochirca | 20.06.1989 | 2      | 08           | –                | –           |
| Sebastian Gishamer        | 13.10.1988 | 2      | 07           | 1                | 2           |
| Aldin Hasanovic           | 16.08.1989 | 2      | 17           | –                | –           |
| Andreas Heiß              | 18.04.1983 | 2      | 05           | 1                | –           |
| Alan Kijas                | 09.12.1986 | 2      | 08           | –                | –           |
| Dominik Ouschan           | 28.01.1984 | 2      | 04           | –                | –           |
| Walter Altmann            | 24.12.1984 | 1      | 03           | –                | –           |
| Roland Braunschmidt       | 06.06.1975 | 1      | 04           | –                | –           |
| Oliver Drachta            | 15.05.1977 | 1      | 02           | –                | –           |
| Stefan Ebner              | 08.06.1991 | 1      | 09           | –                | –           |
| Rene Eisner               | 02.09.1975 | 1      | 02           | –                | –           |
| Andreas Feichtinger       | 23.11.1983 | 1      | 05           | 1                | 1           |
| Thomas Fröhlacher         | 23.12.1992 | 1      | 08           | –                | 1           |
| Stefan Gamper             | 21.12.1988 | 1      | 02           | 1                | –           |
| Lukas Gnam                | 09.03.1991 | 1      | 04           | –                | –           |
| Florian Jäger             | 14.05.1990 | 1      | 02           | –                | –           |
| Markus Katona             | 27.05.1984 | 1      | 05           | –                | –           |
| Felix Ouschan             | 30.06.1990 | 1      | 06           | –                | –           |
| Josef Spurny              | 29.06.1986 | 1      | 02           | –                | –           |
| Robert Steinacher         | 28.09.1989 | 1      | 03           | –                | –           |
| Habip Tekeli              | 12.03.1984 | 1      | 02           | –                | –           |
| Andreas Vodik             | 09.08.1973 | 1      | 03           | –                | –           |
| Markus Winkler            | 01.04.1981 | 1      | 03           | –                | –           |
| Endstand vom 19. Mai 2016 |            |        |              |                  |             |